# Manduca
Manduca és un gènere de lepidòpters ditrisis de la família dels esfíngids. El cos d'aquests borinots és generalment fort, amb tons marronosos, i ales de gran envergadura. Surten al vespre a xuclar el nèctar de les flors. Els adults són força semblants al borinot de les corretjoles de les nostres contrades. L'espècie més conegudes són el borinot del tomàquet (Manduca quinquemaculata) i el borinot del tabac (Manduca sexta), originaris d'Amèrica. Llurs erugues causen sovint perjudicis a les plantacions de tomàquets i de tabac respectivament. Poden atacar també les alberginieres.

## Taxonomia
- Manduca afflicta
- Manduca albiplaga
- Manduca albolineata
- Manduca andicola
- Manduca armatipes
- Manduca aztecus
- Manduca barnesi
- Manduca bergarmatipes
- Manduca bergi
- Manduca blackburni
- Manduca boliviana
- Manduca brasilensis
- Manduca brontes
- Manduca brunalba
- Manduca camposi
- Manduca caribbeus
- Manduca chinchilla
- Manduca clarki
- Manduca contracta
- Manduca corallina
- Manduca corumbensis
- Manduca dalica
- Manduca diffissa
- Manduca dilucida
- Manduca empusa
- Manduca extrema
- Manduca feronia
- Manduca florestan
- Manduca fosteri
- Manduca franciscae
- Manduca gueneei
- Manduca hannibal
- Manduca huascara
- Manduca incisa
- Manduca janira
- Manduca jasminearum
- Manduca johanni
- Manduca jordani
- Manduca kuschei
- Manduca lanuginosa
- Manduca lefeburii
- Manduca leucospila
- Manduca lichenea
- Manduca lucetius
- Manduca manducoides
- Manduca morelia
- Manduca mossi
- Manduca muscosa
- Manduca occulta
- Manduca ochus
- Manduca opima
- Manduca pellenia
- Manduca prestoni
- Manduca quinquemaculata – borinot del tomàquet
- Manduca reducta
- Manduca rustica
- Manduca schausi
- Manduca scutata
- Manduca sesquiplex
- Manduca sexta - borinot del tabac
- Manduca stuarti
- Manduca trimacula
- Manduca tucumana
- Manduca undata
- Manduca vestalis
- Manduca violaalba
- Manduca wellingi

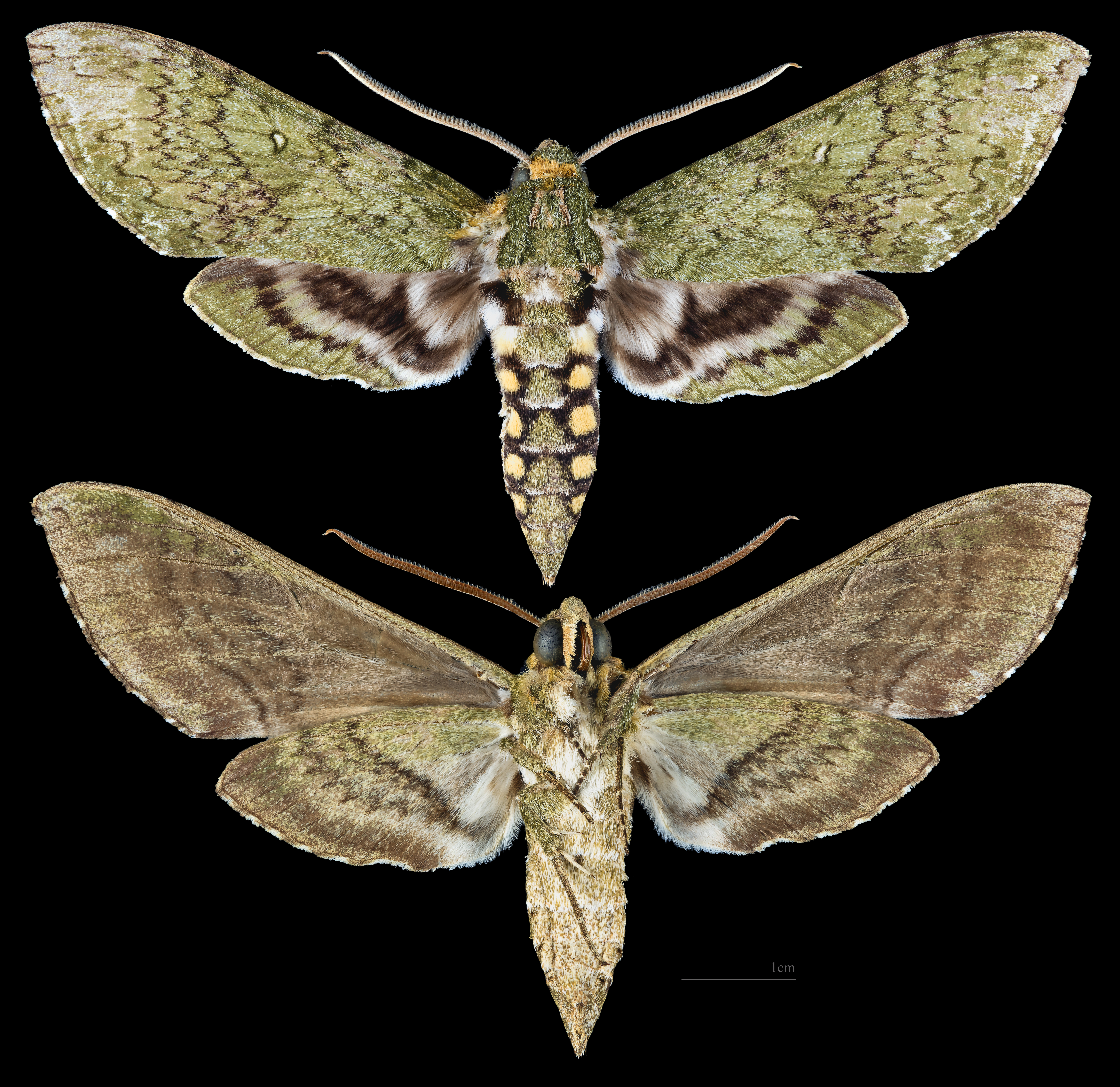
Manduca afflicta
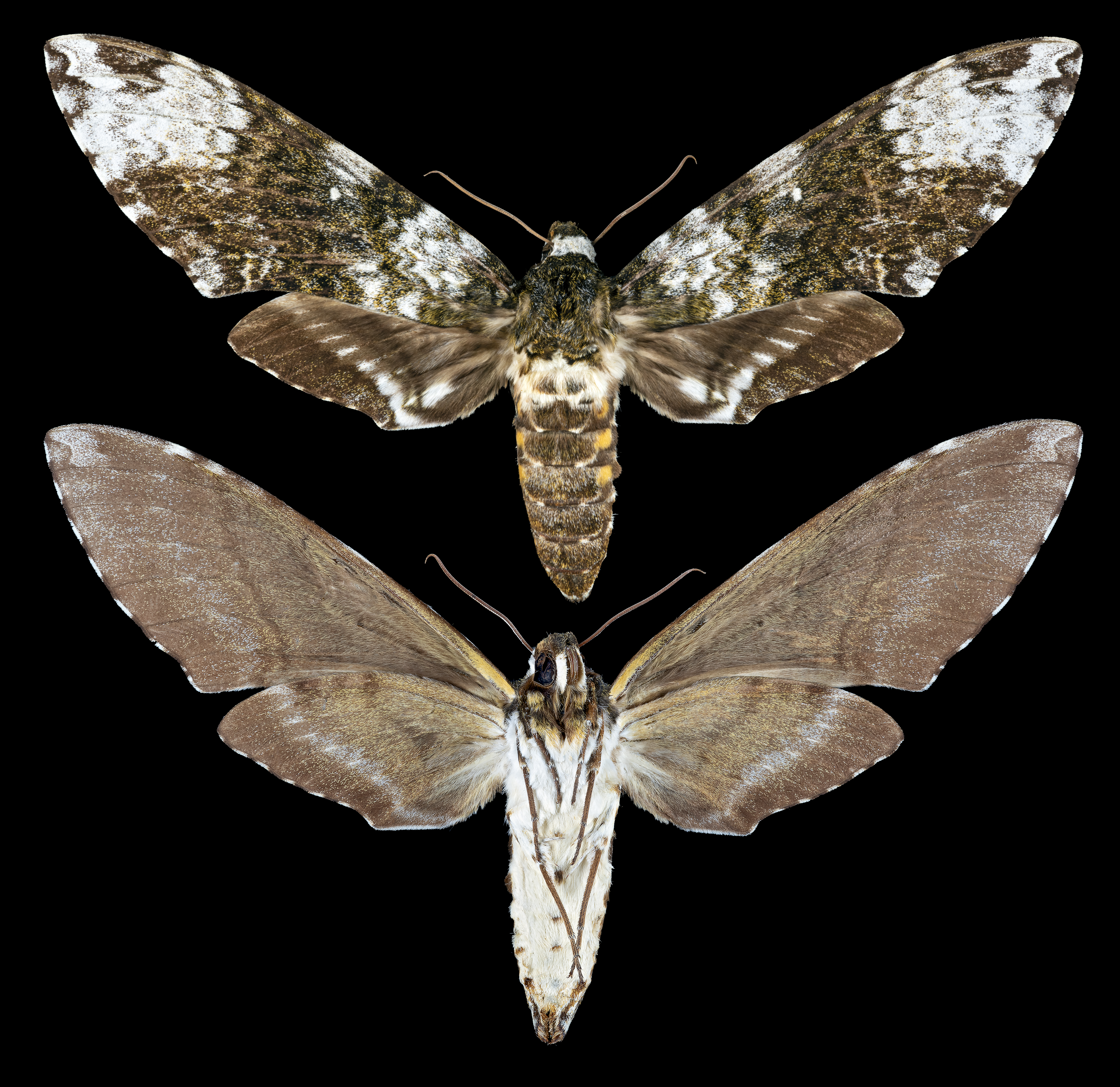
Manduca albiplaga
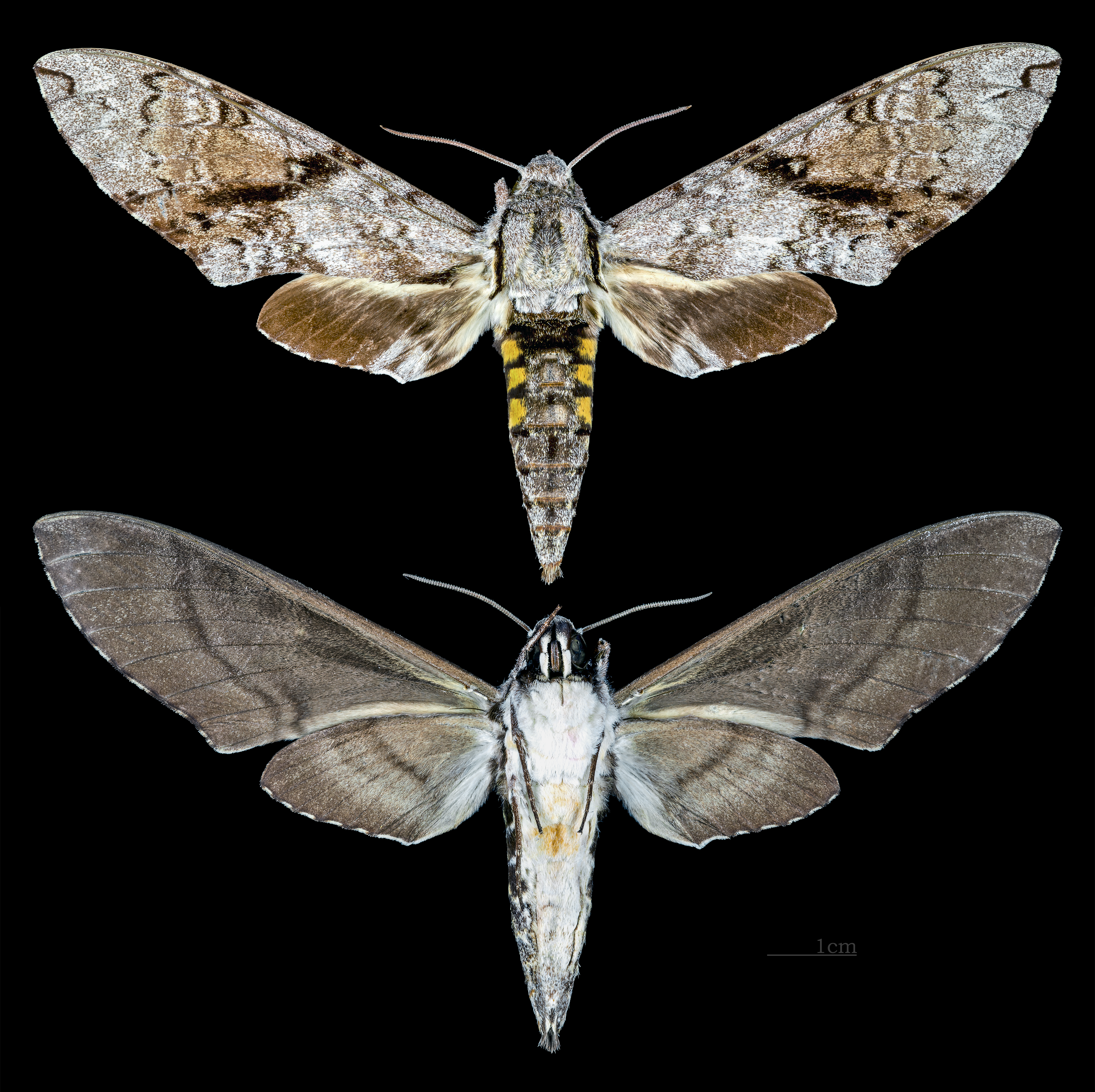
Manduca andicola
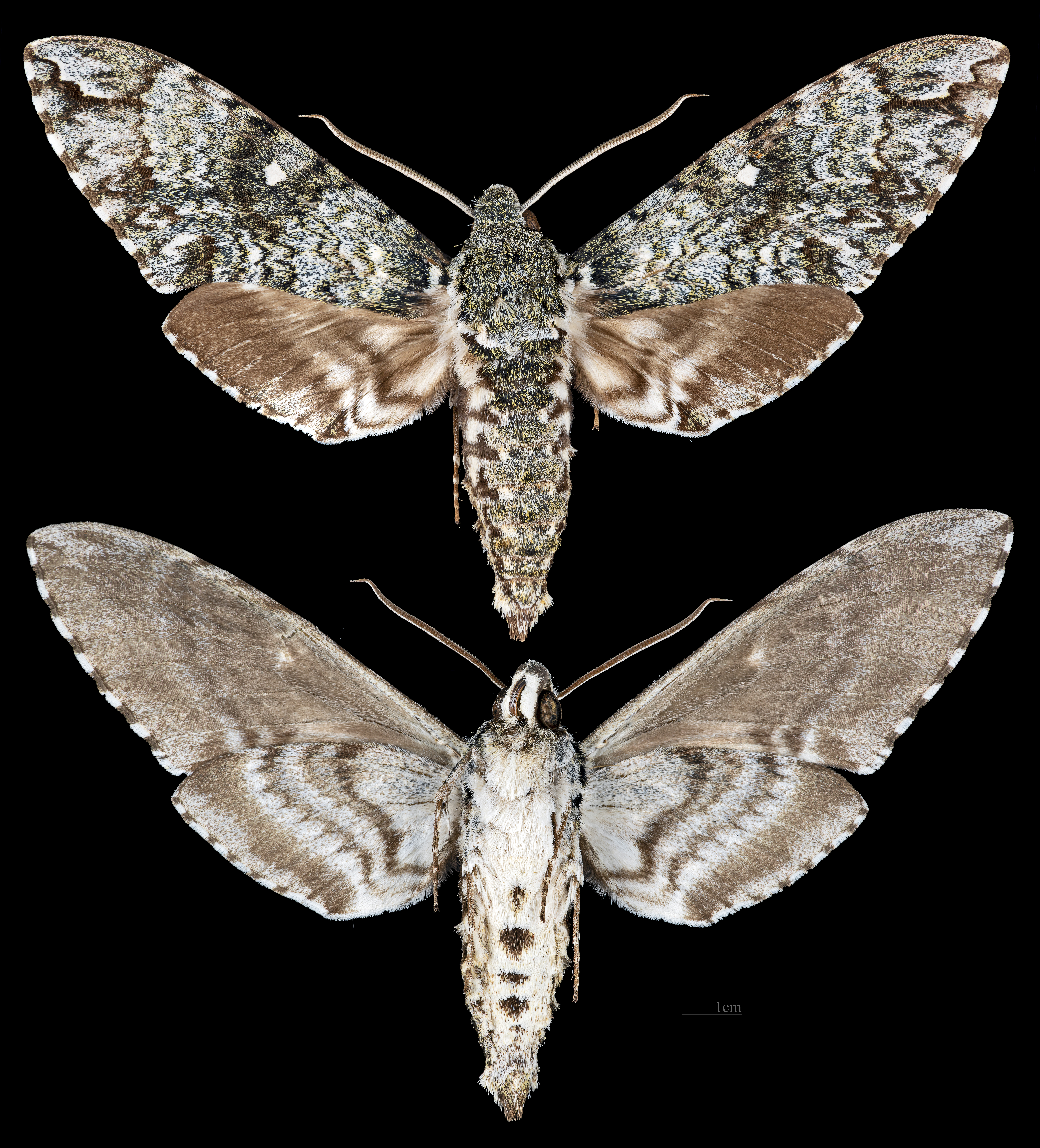
Manduca armatipes
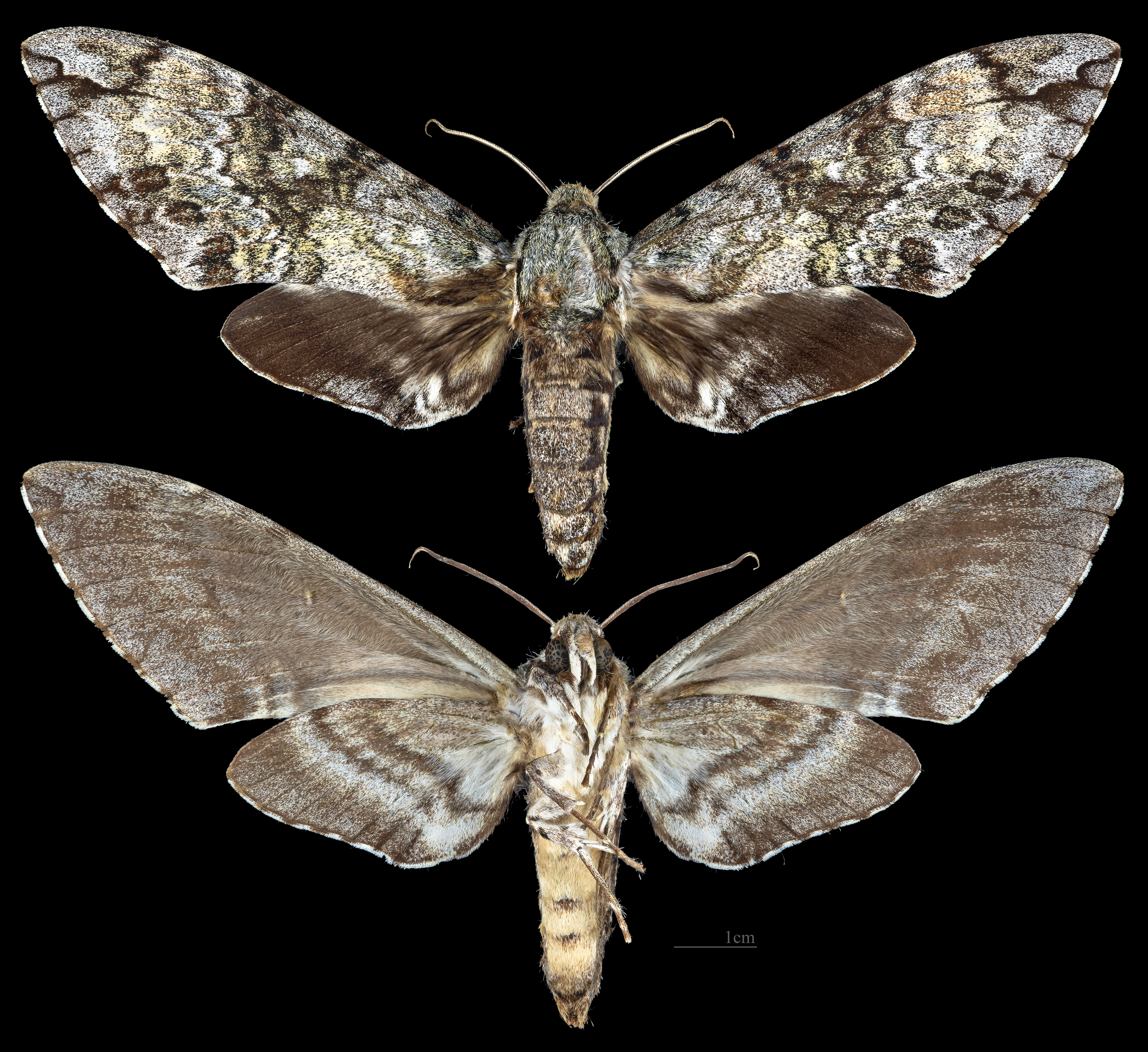
Manduca barnesi
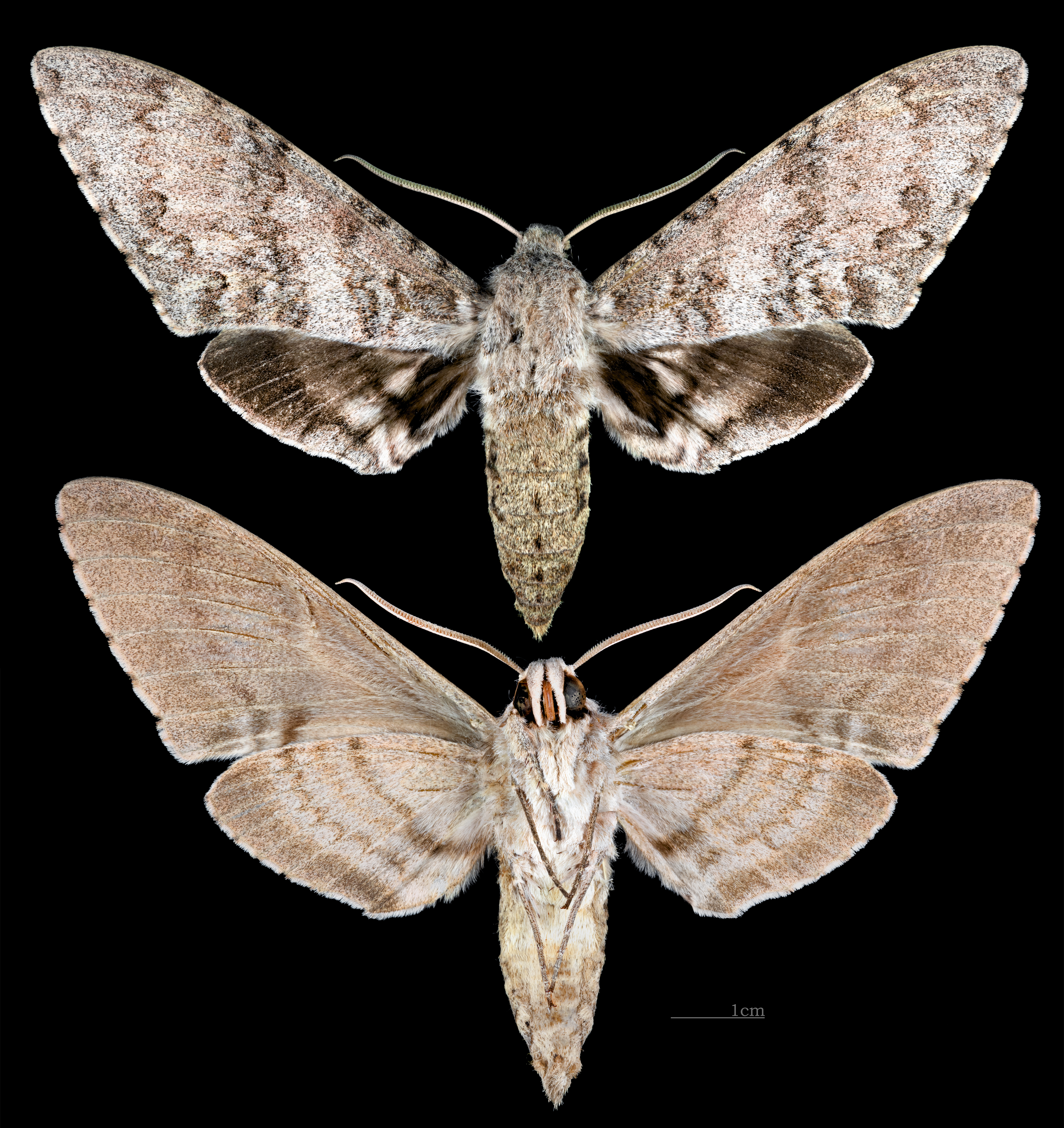
Manduca bergi
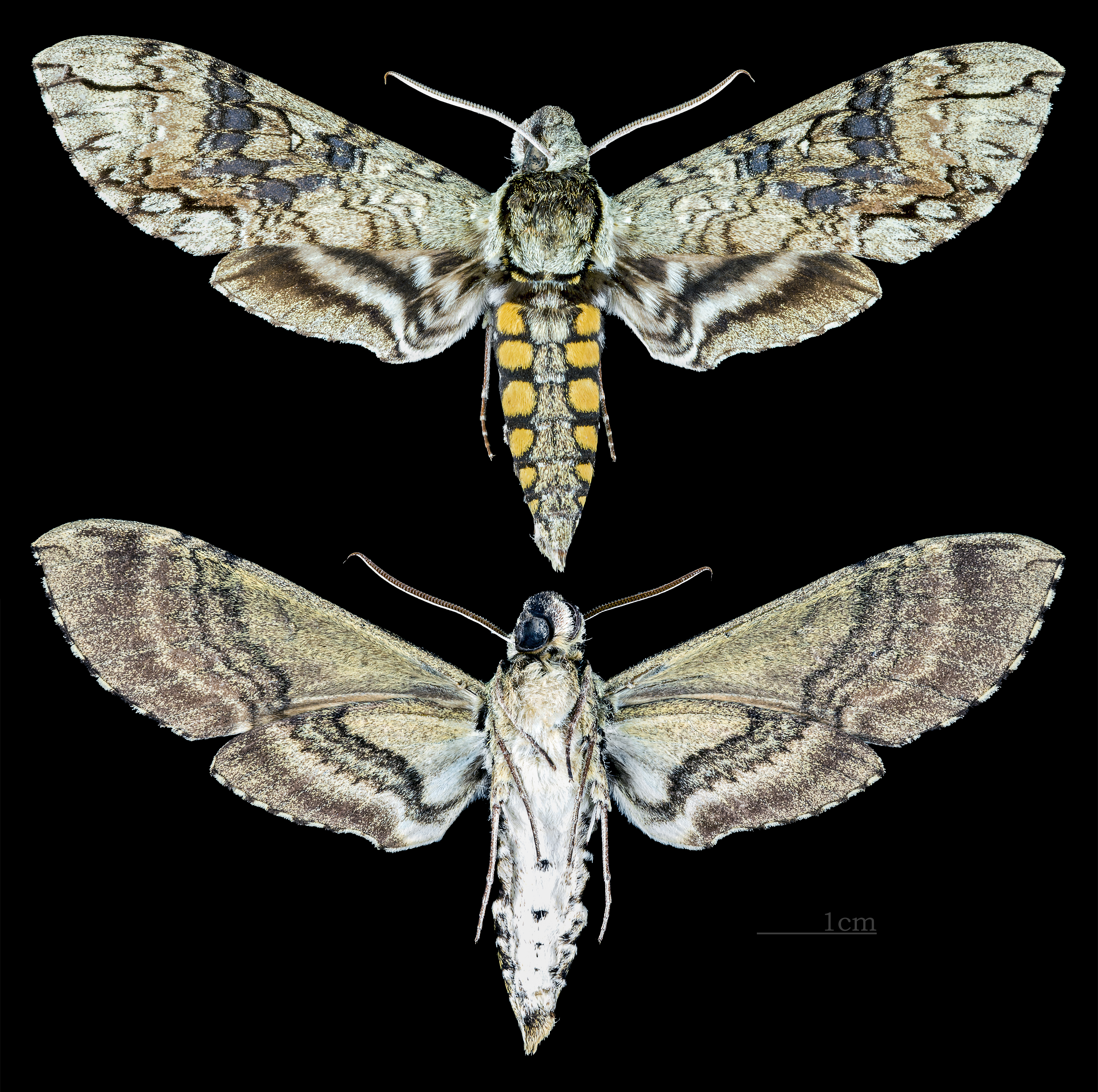
Manduca boliviana
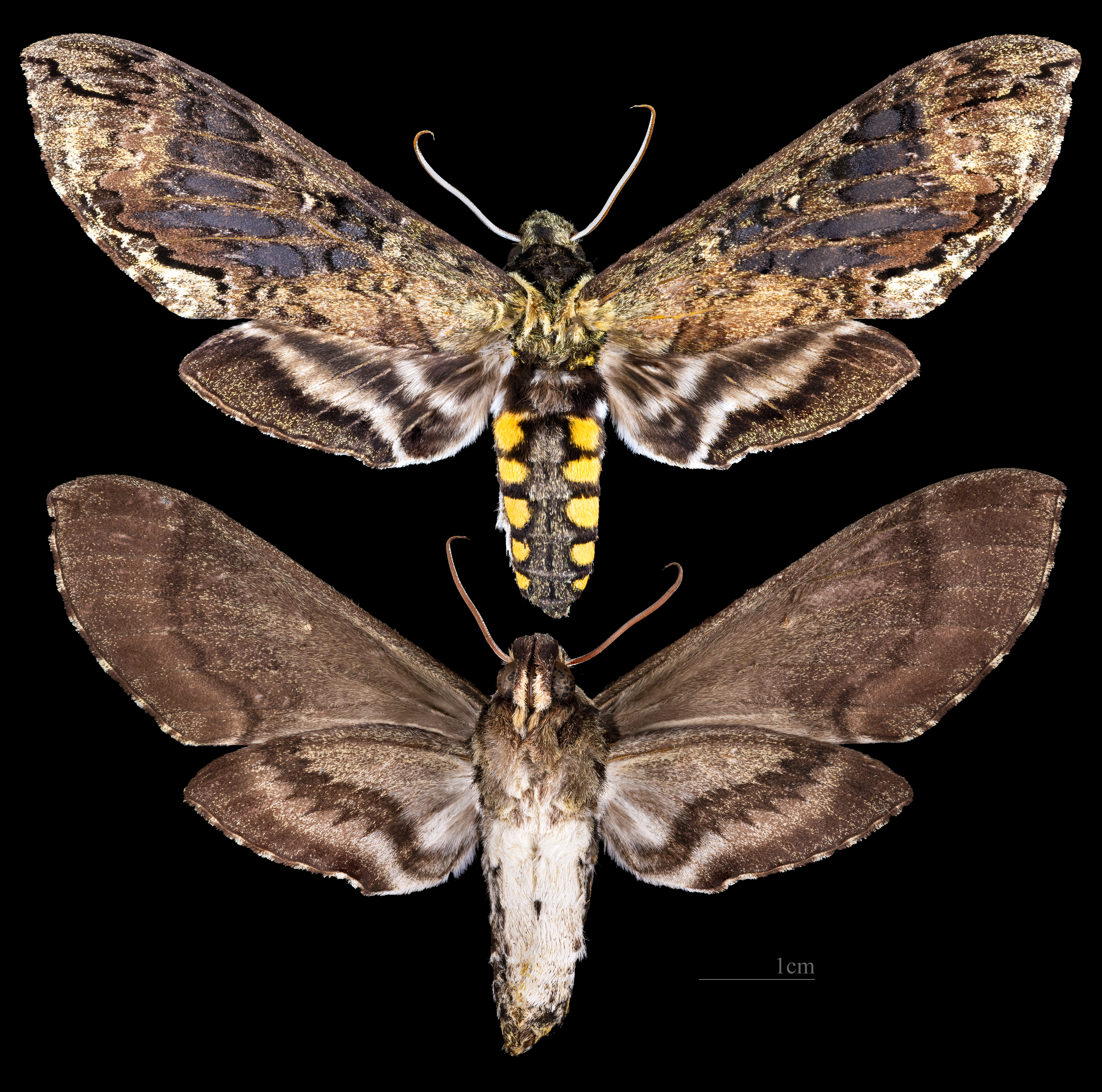
Manduca brasiliensis
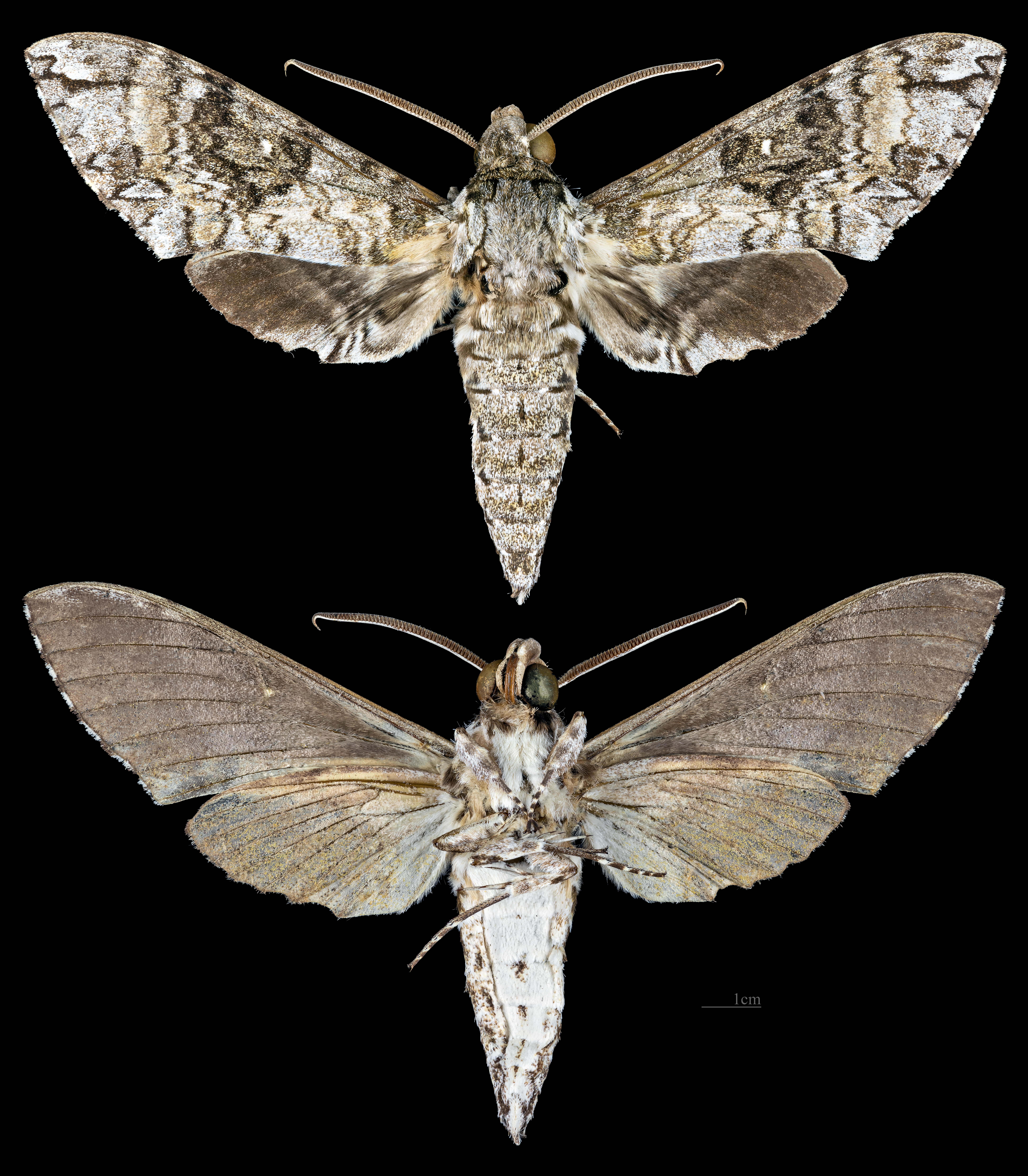
Manduca brontes
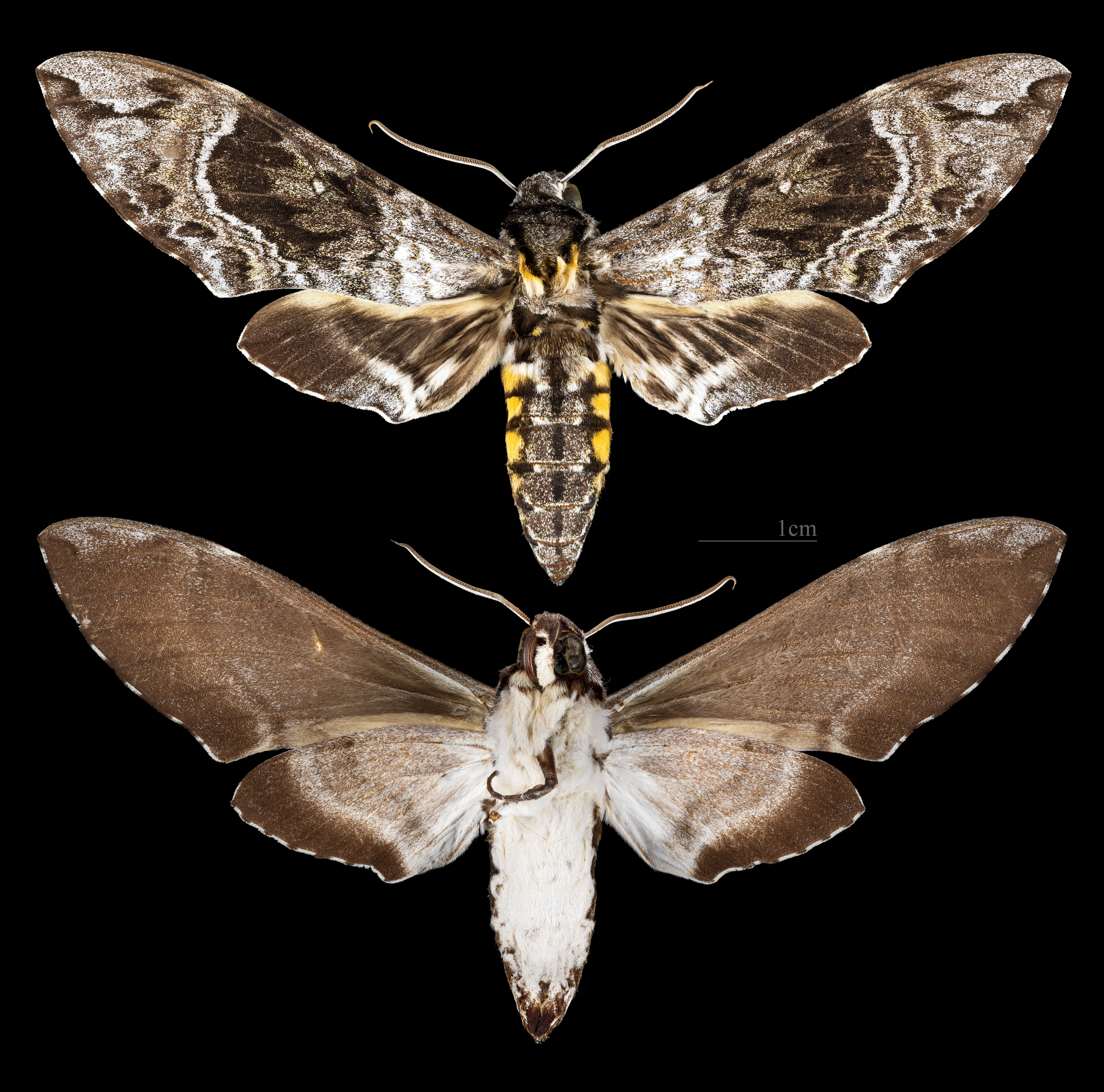
Manduca brunalba
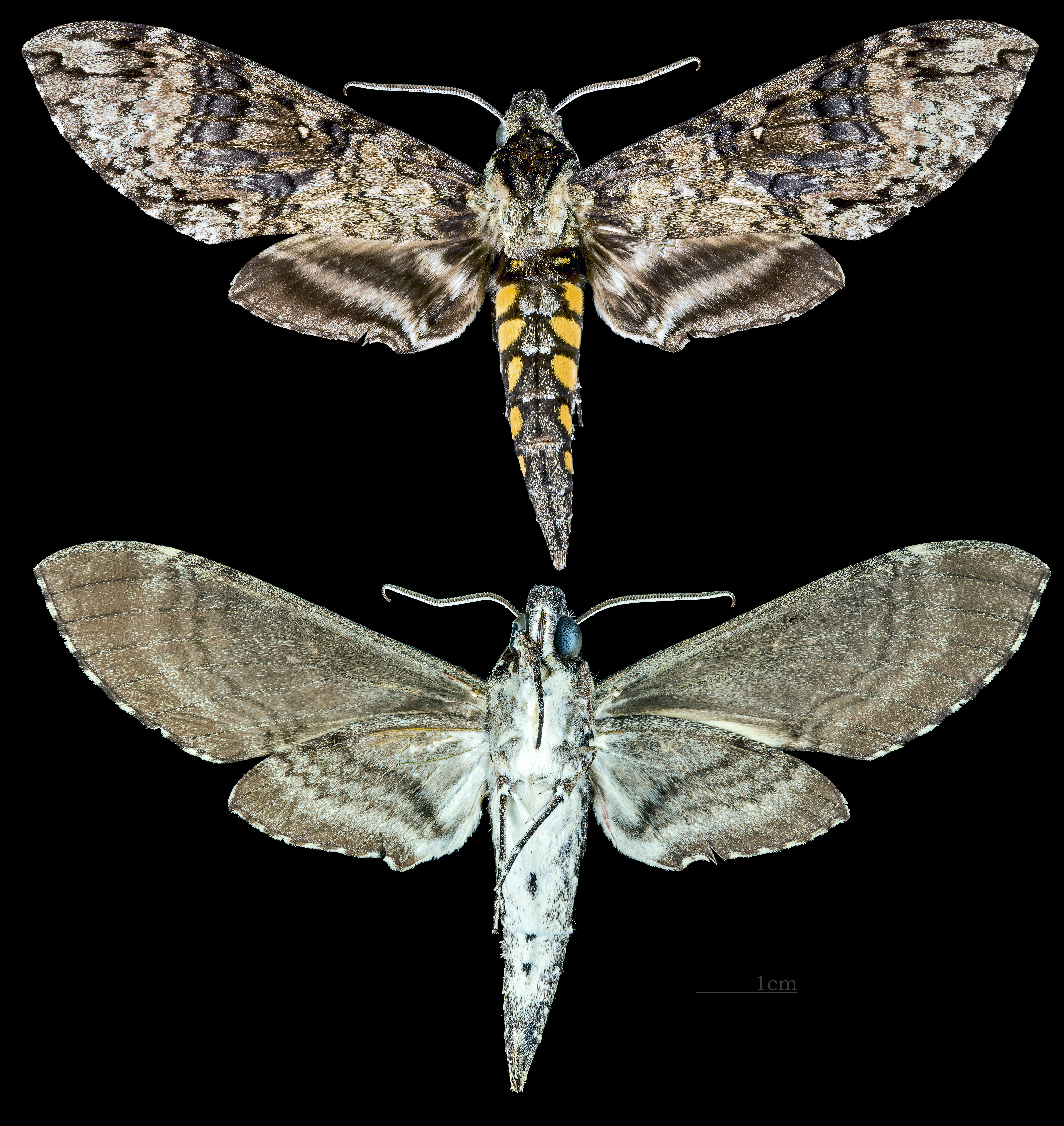
Manduca clarki
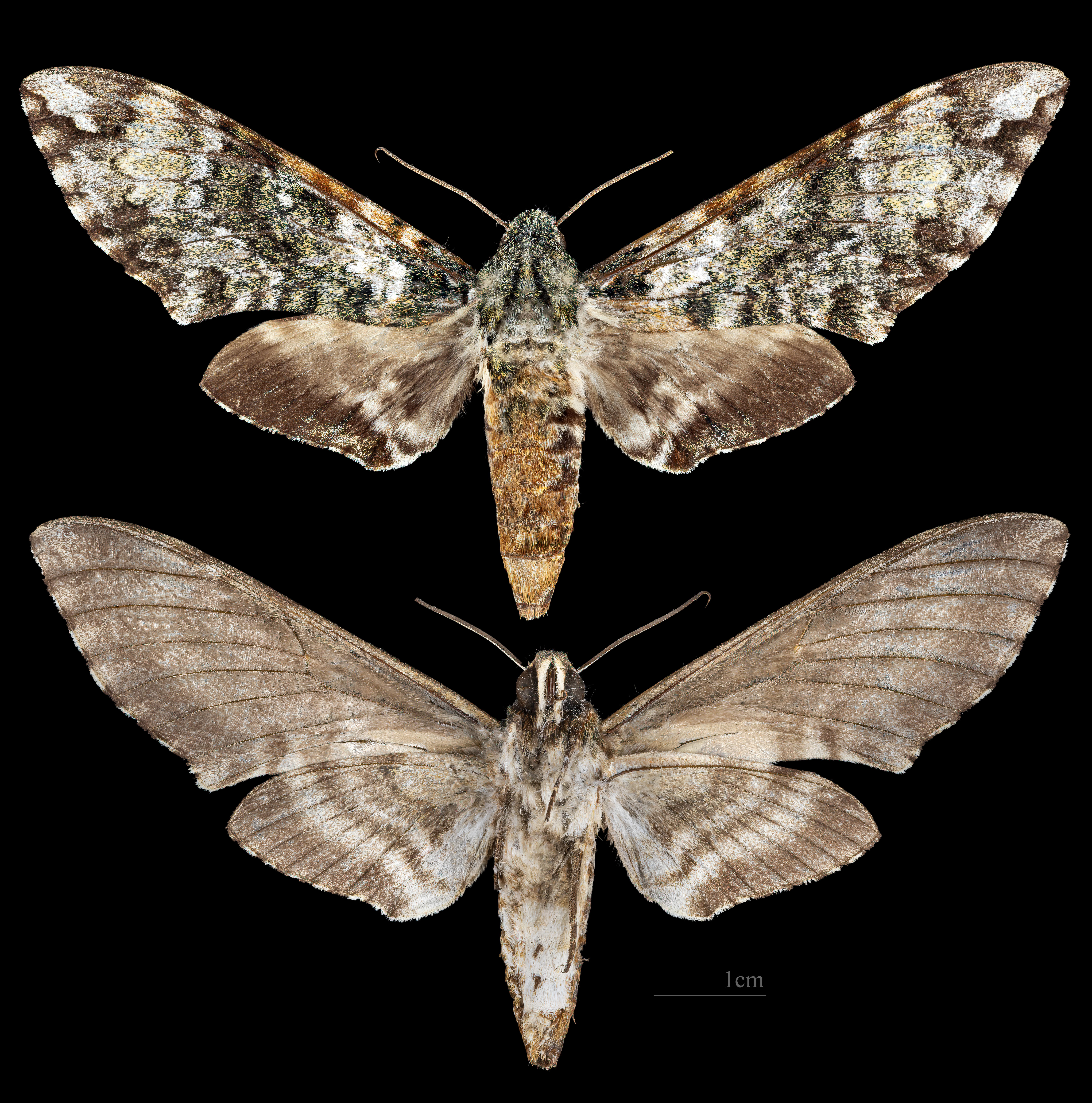
Manduca corallina
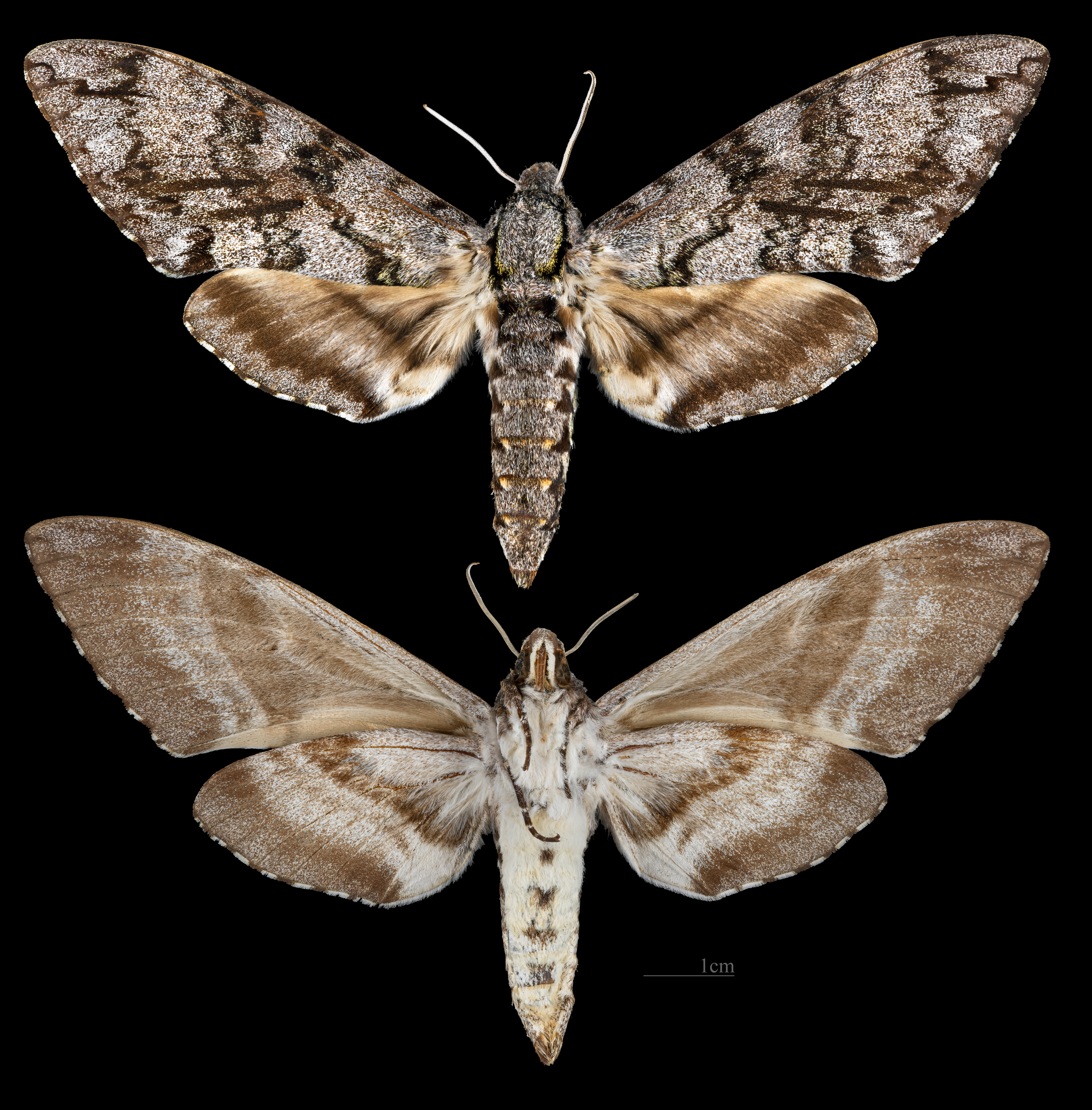
Manduca corumbensis
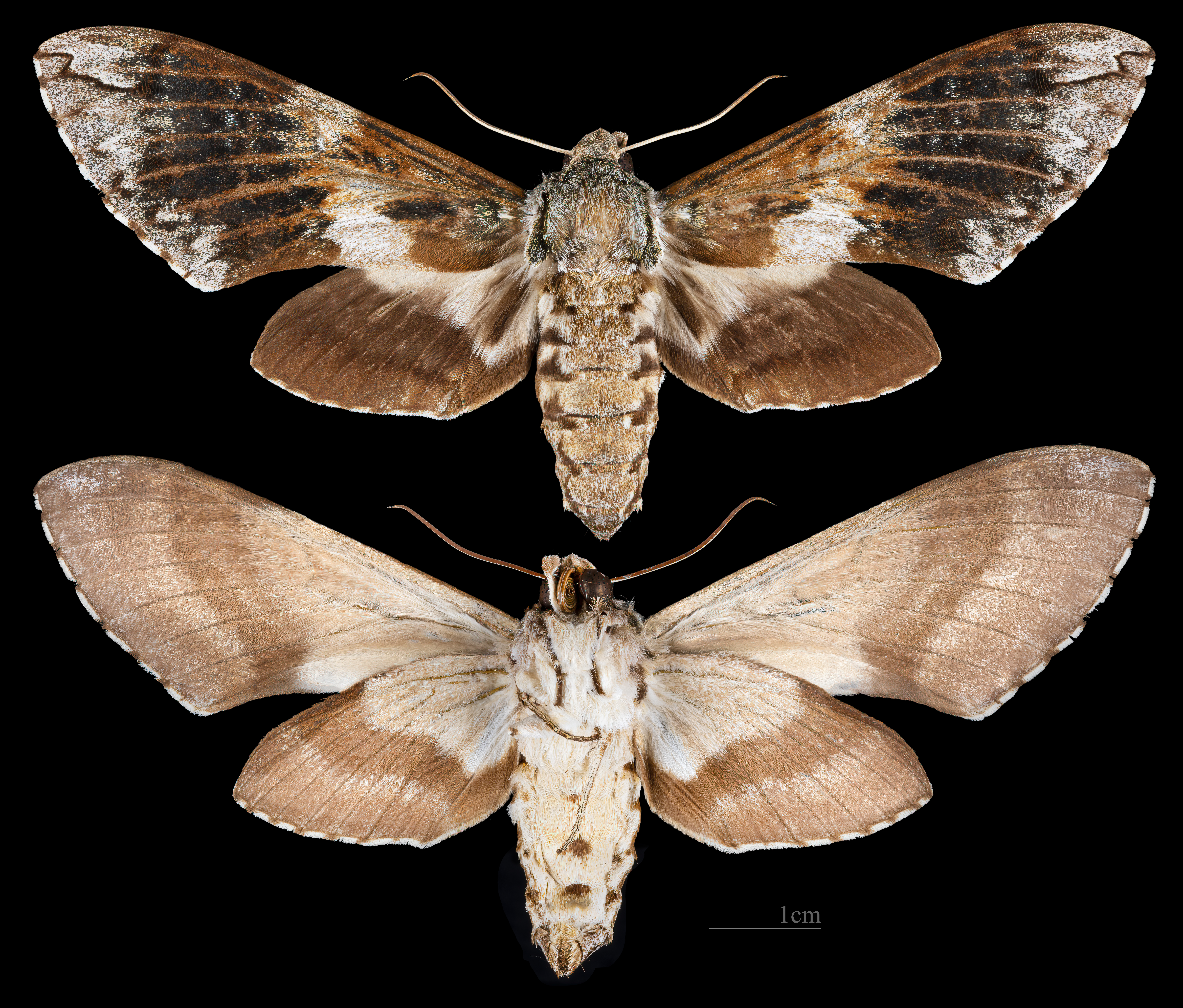
Manduca crocala
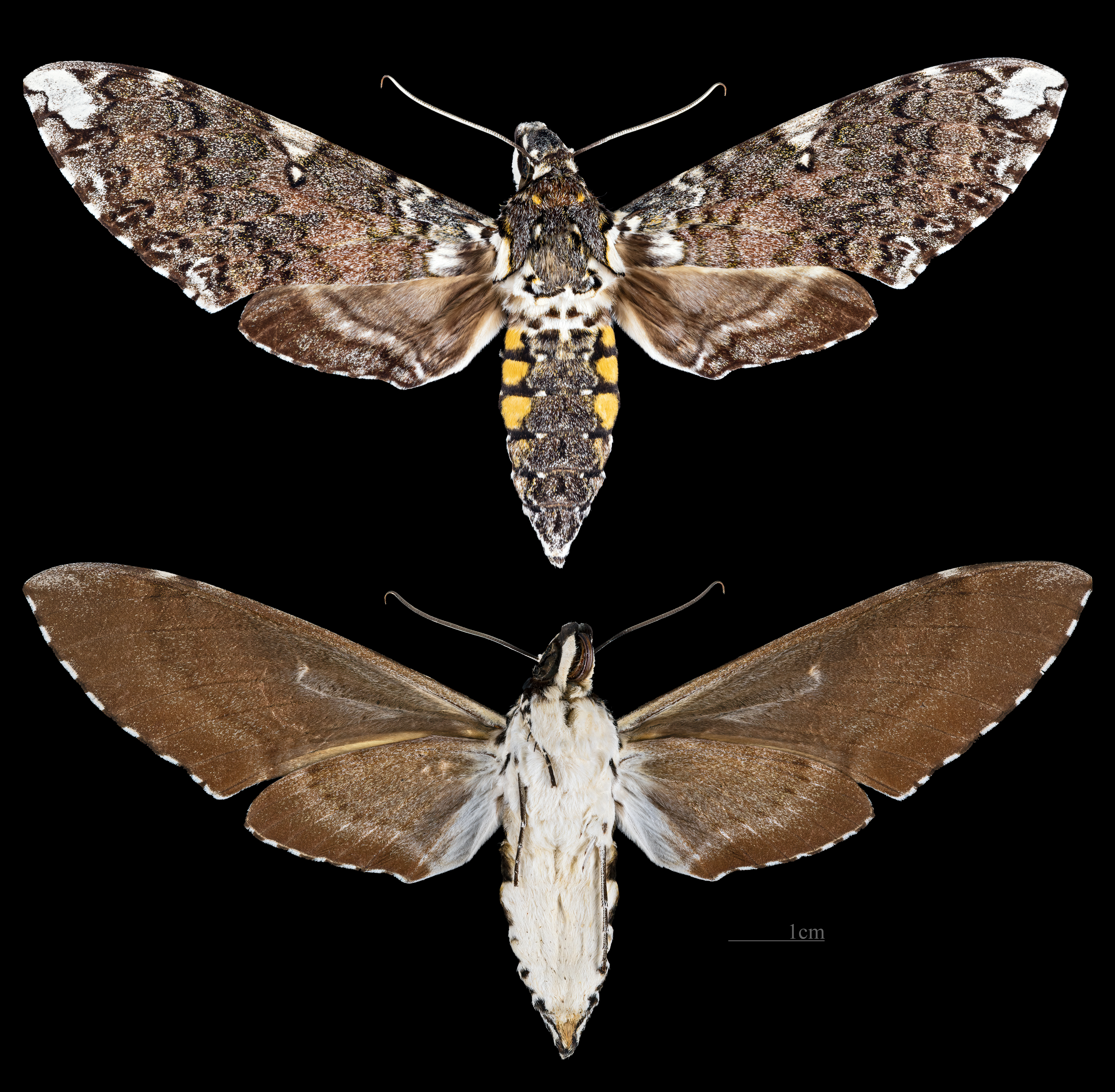
Manduca dalica
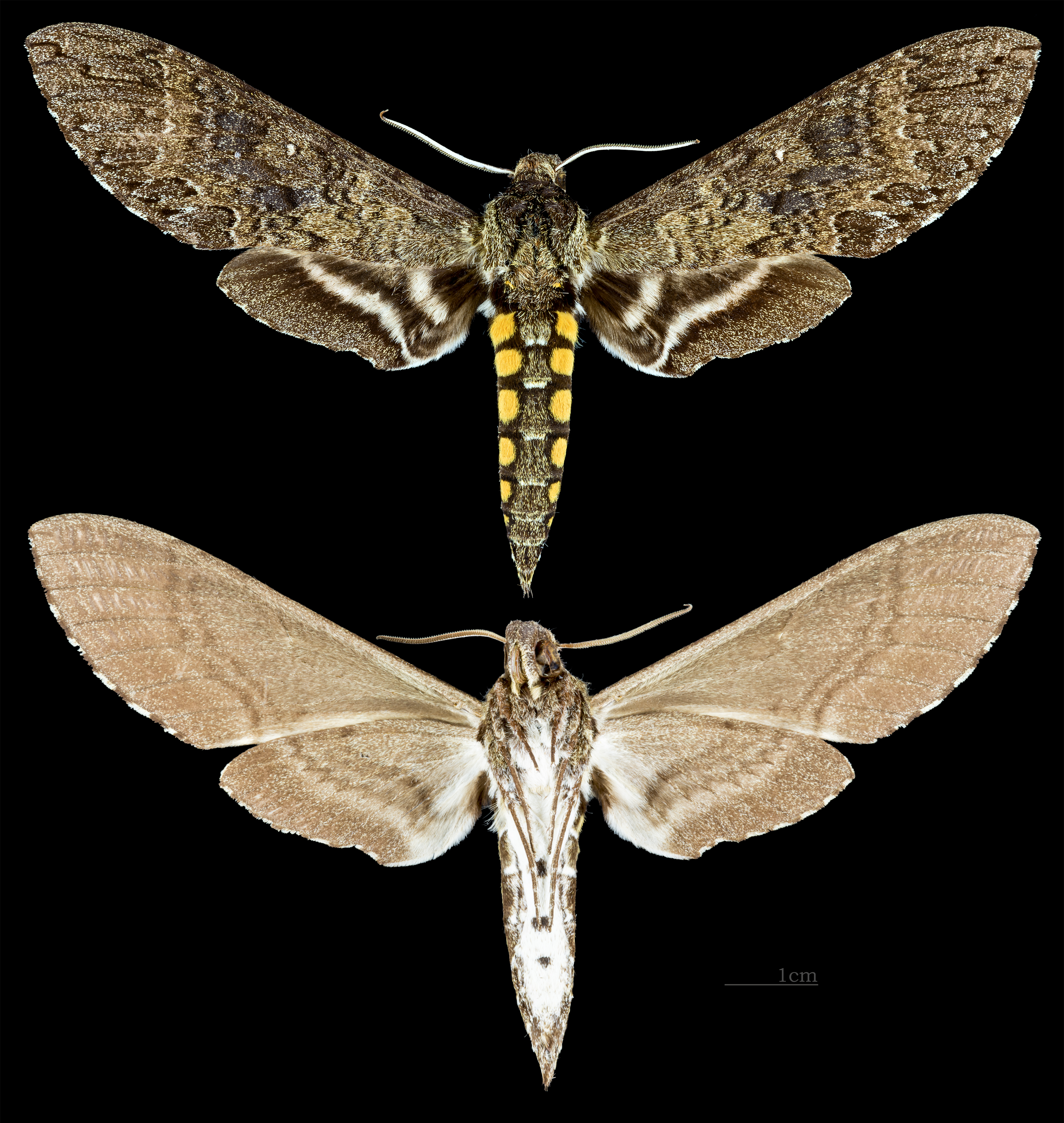
Manduca diffissa
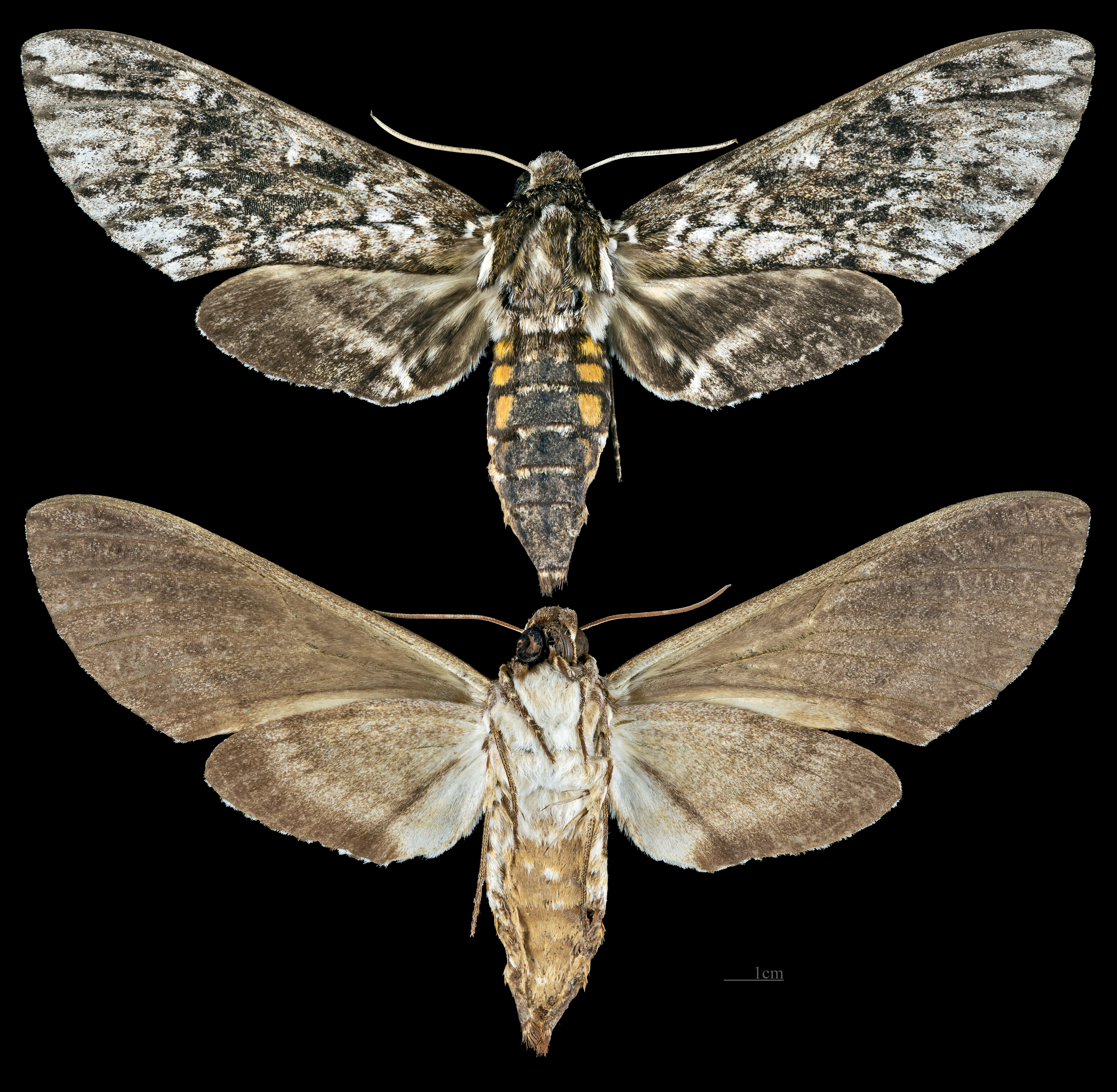
Manduca dilucida
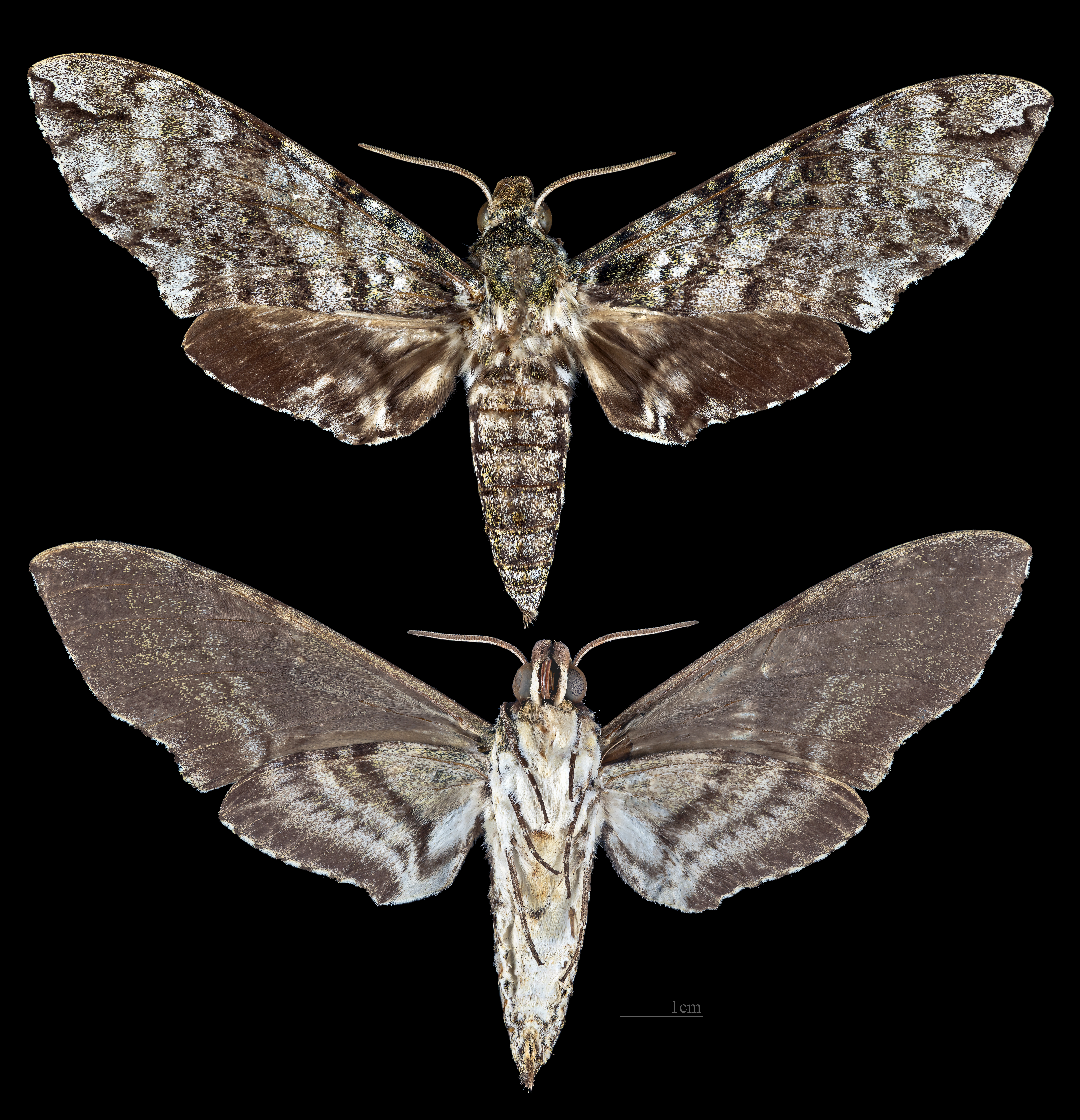
Manduca extrema
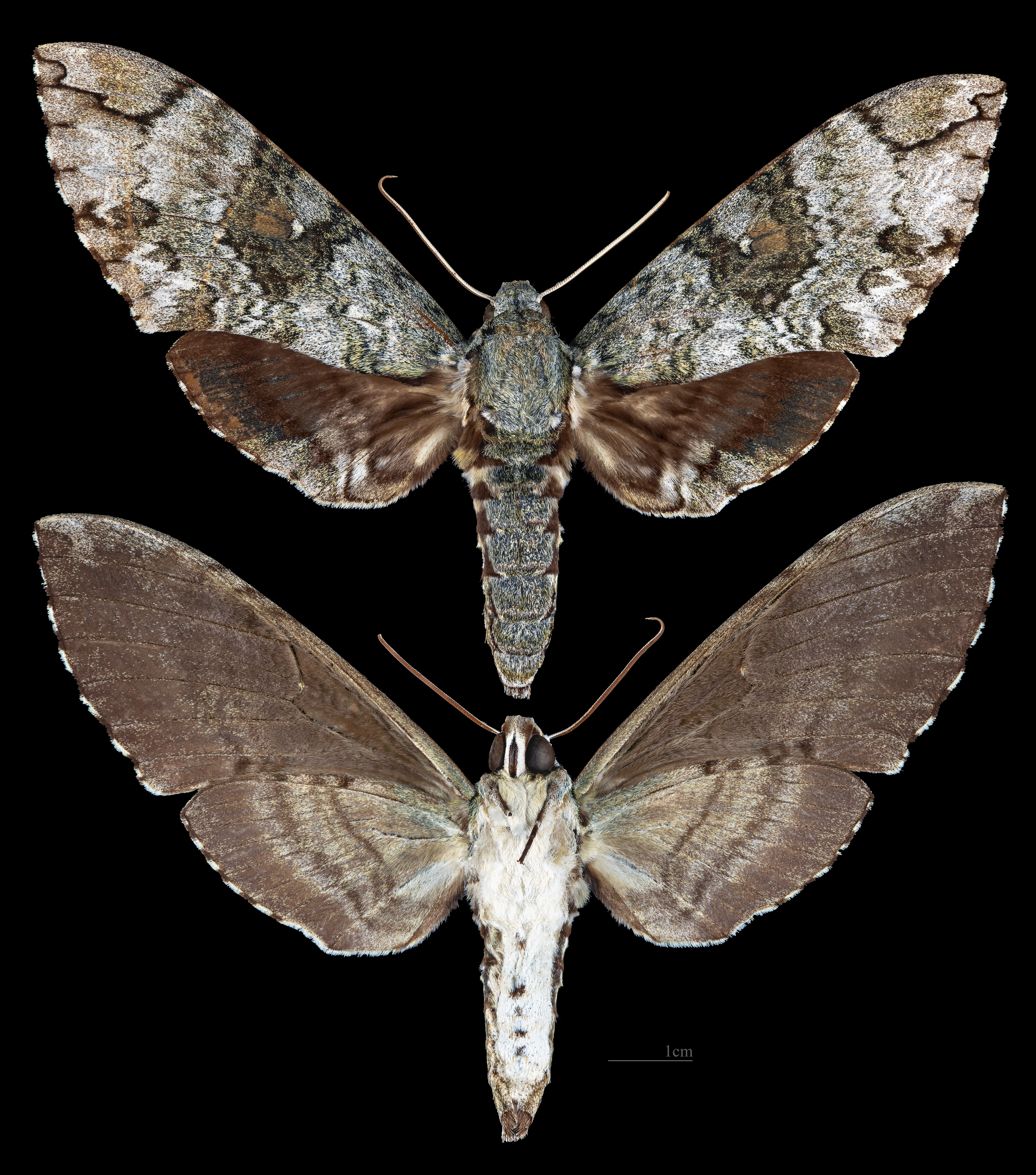
Manduca florestan
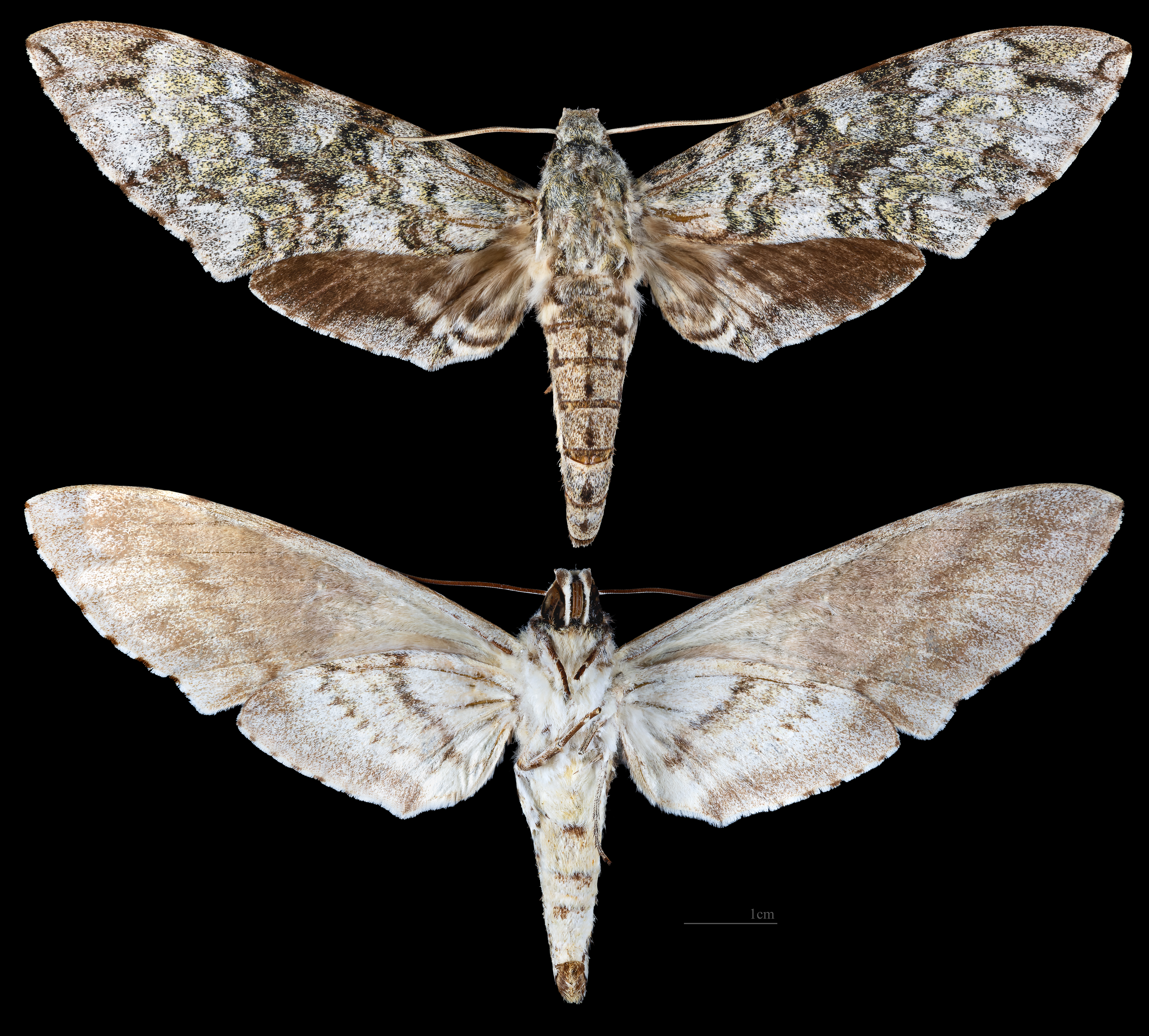
Manduca franciscae
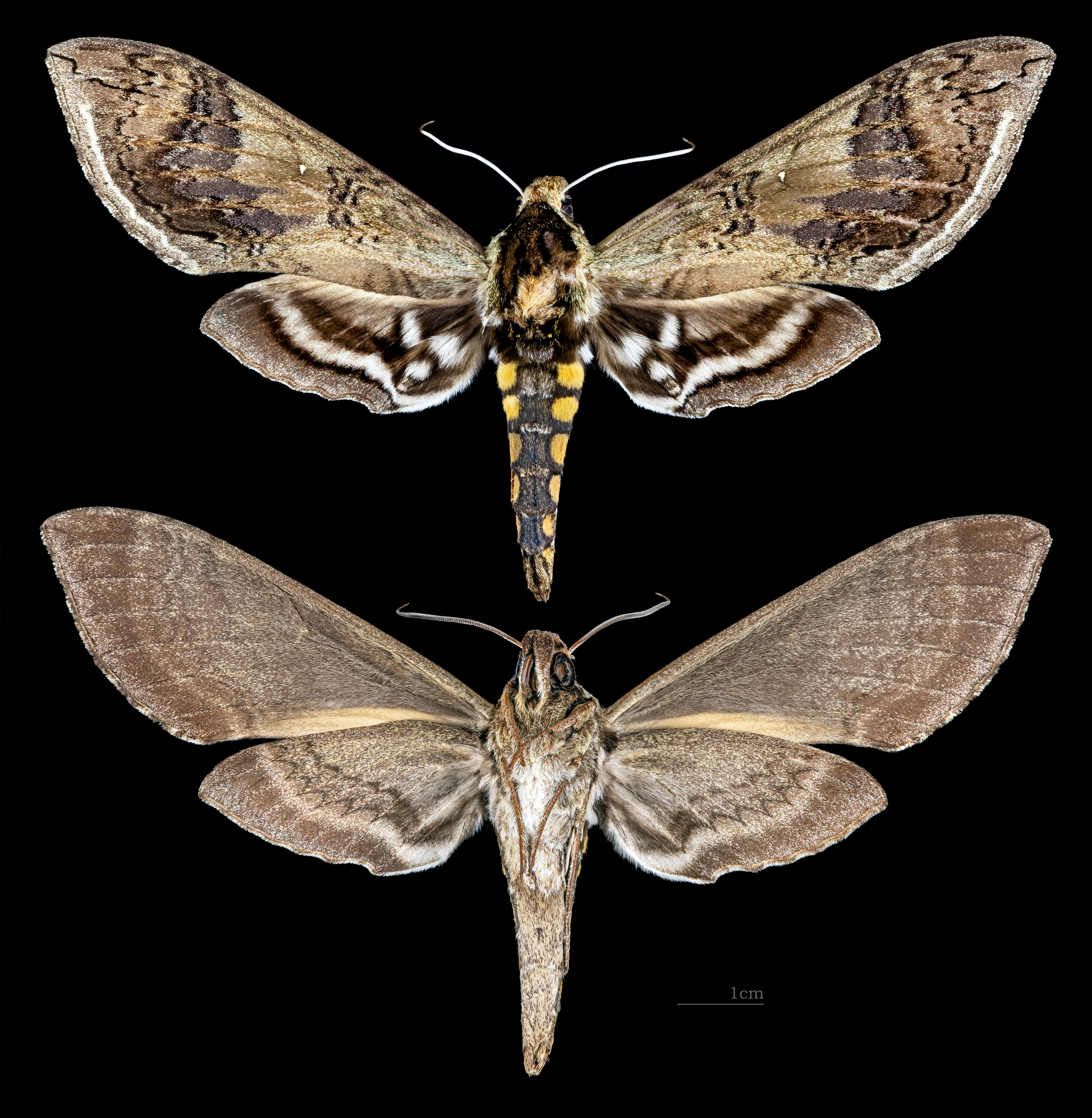
Manduca hannibal
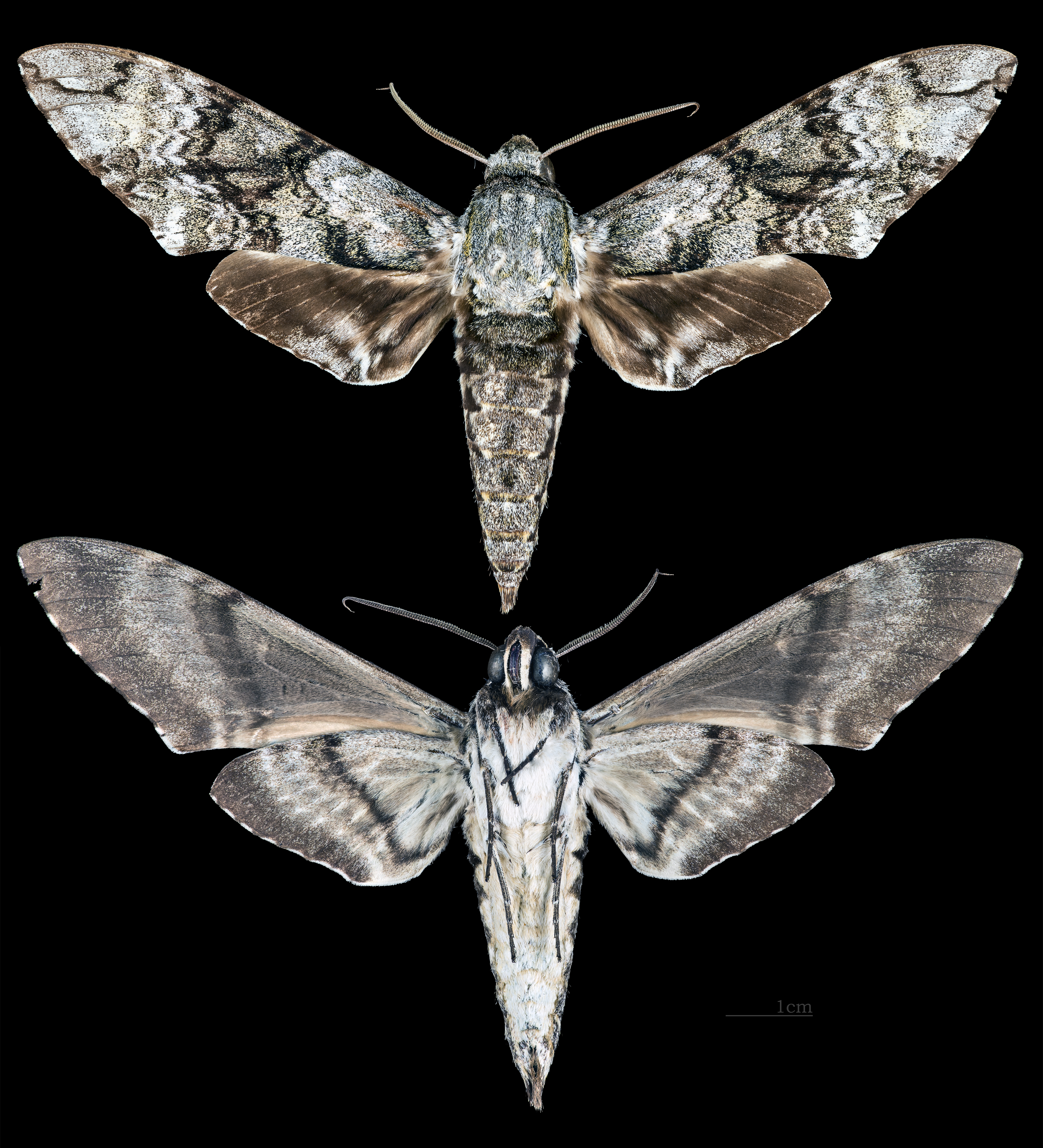
Manduca huascara
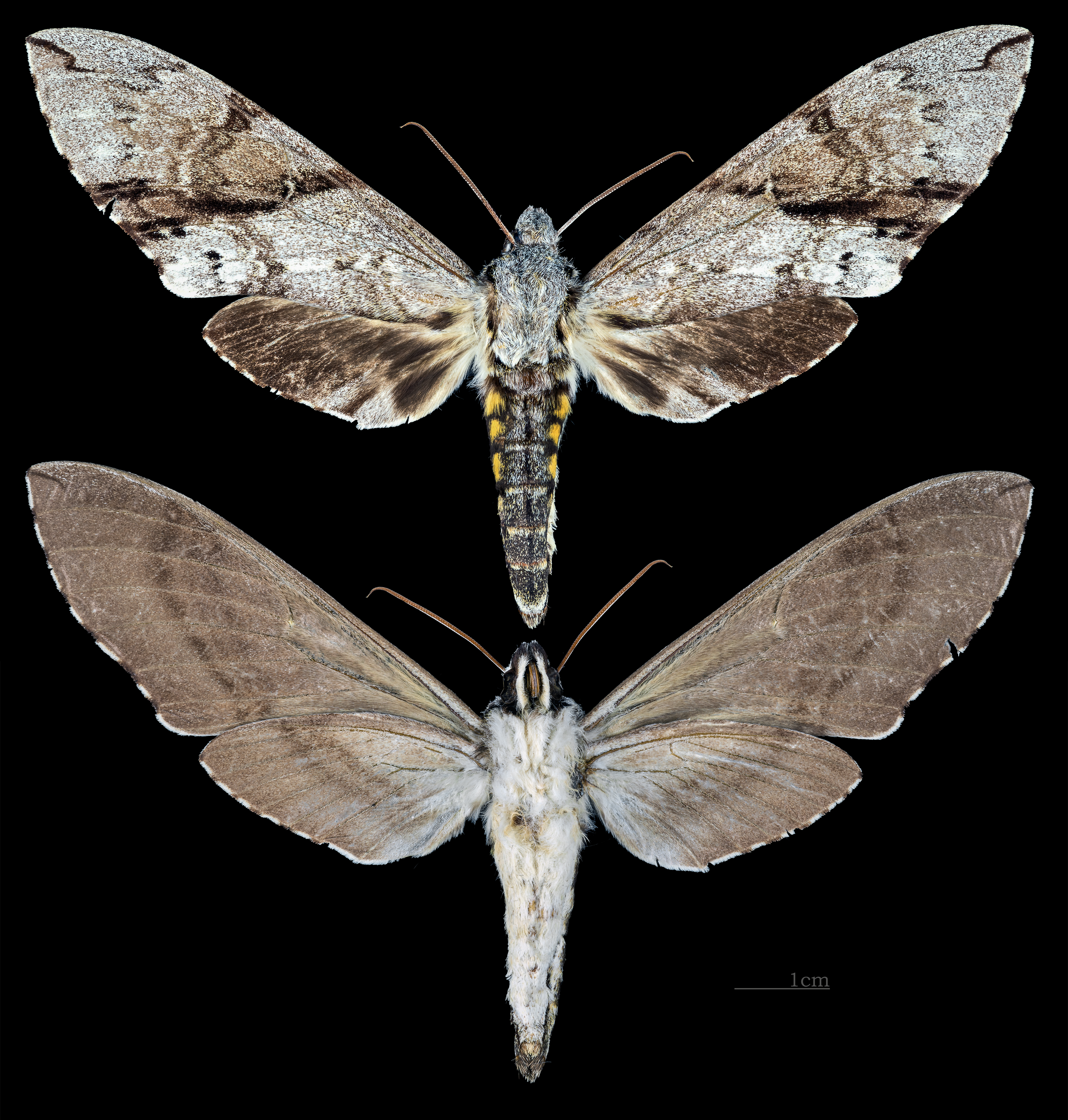
Manduca incisa
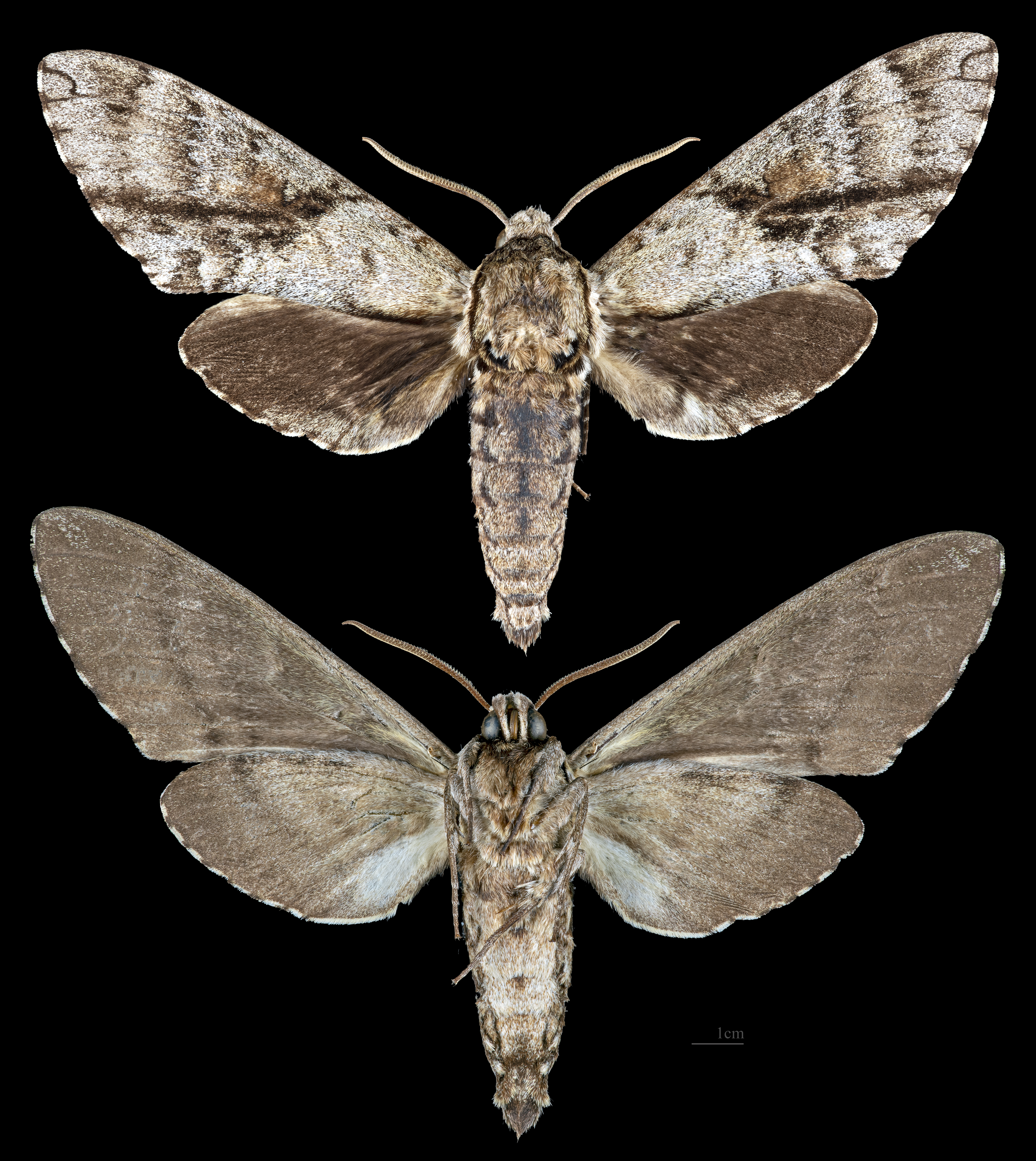
Manduca jasminearum
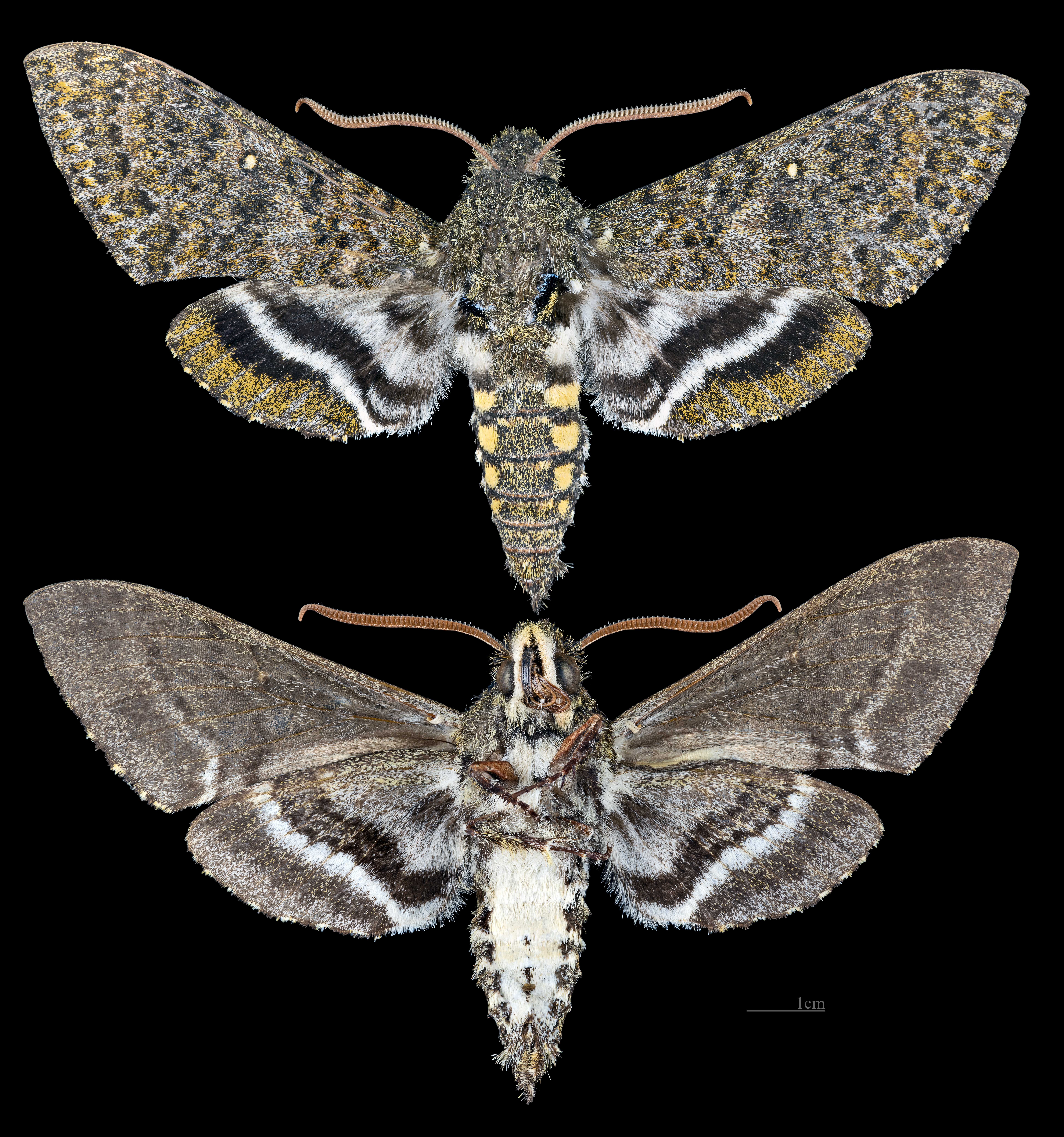
Manduca jordani
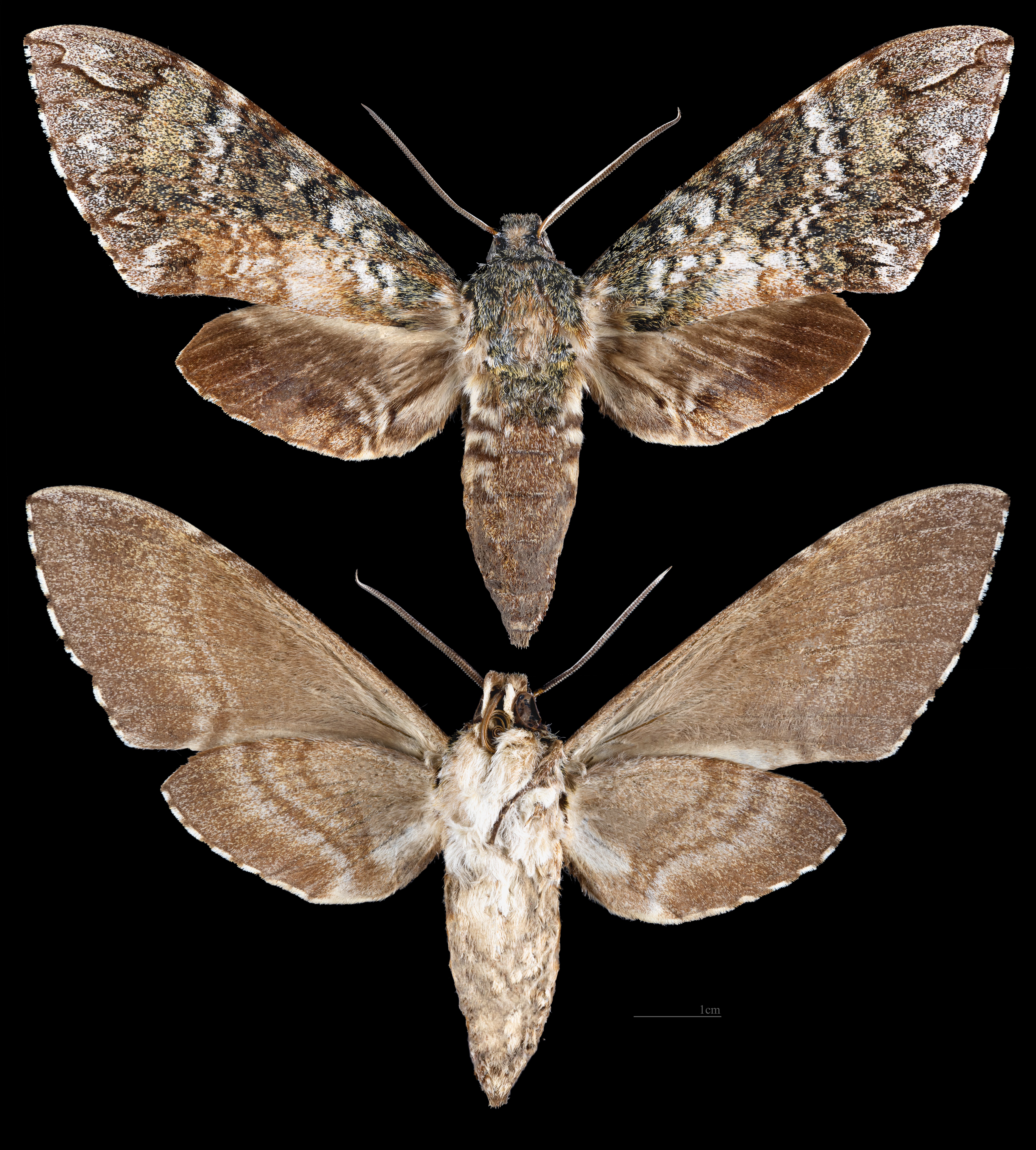
Manduca lanuginosa
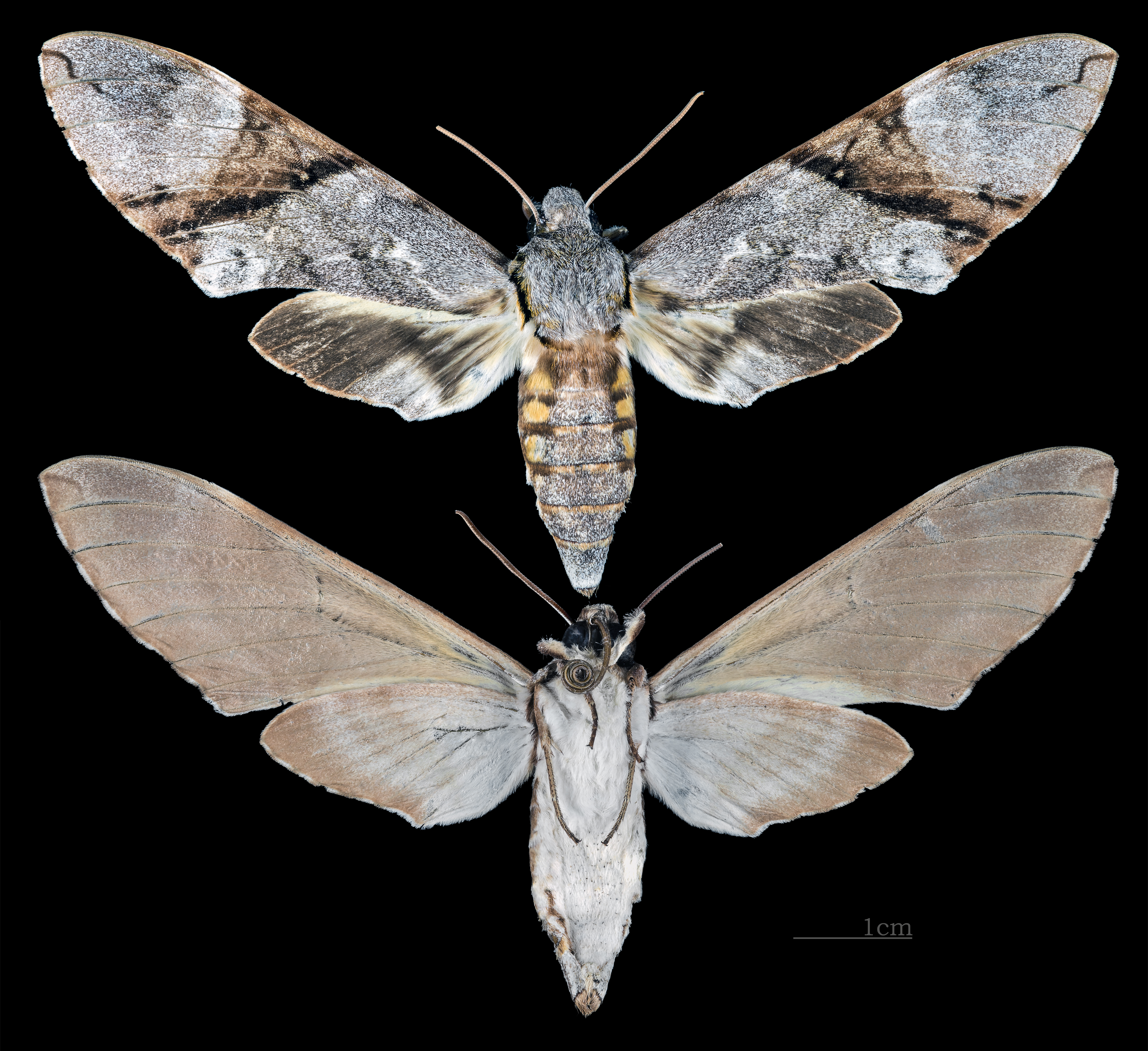
Manduca lefeburii
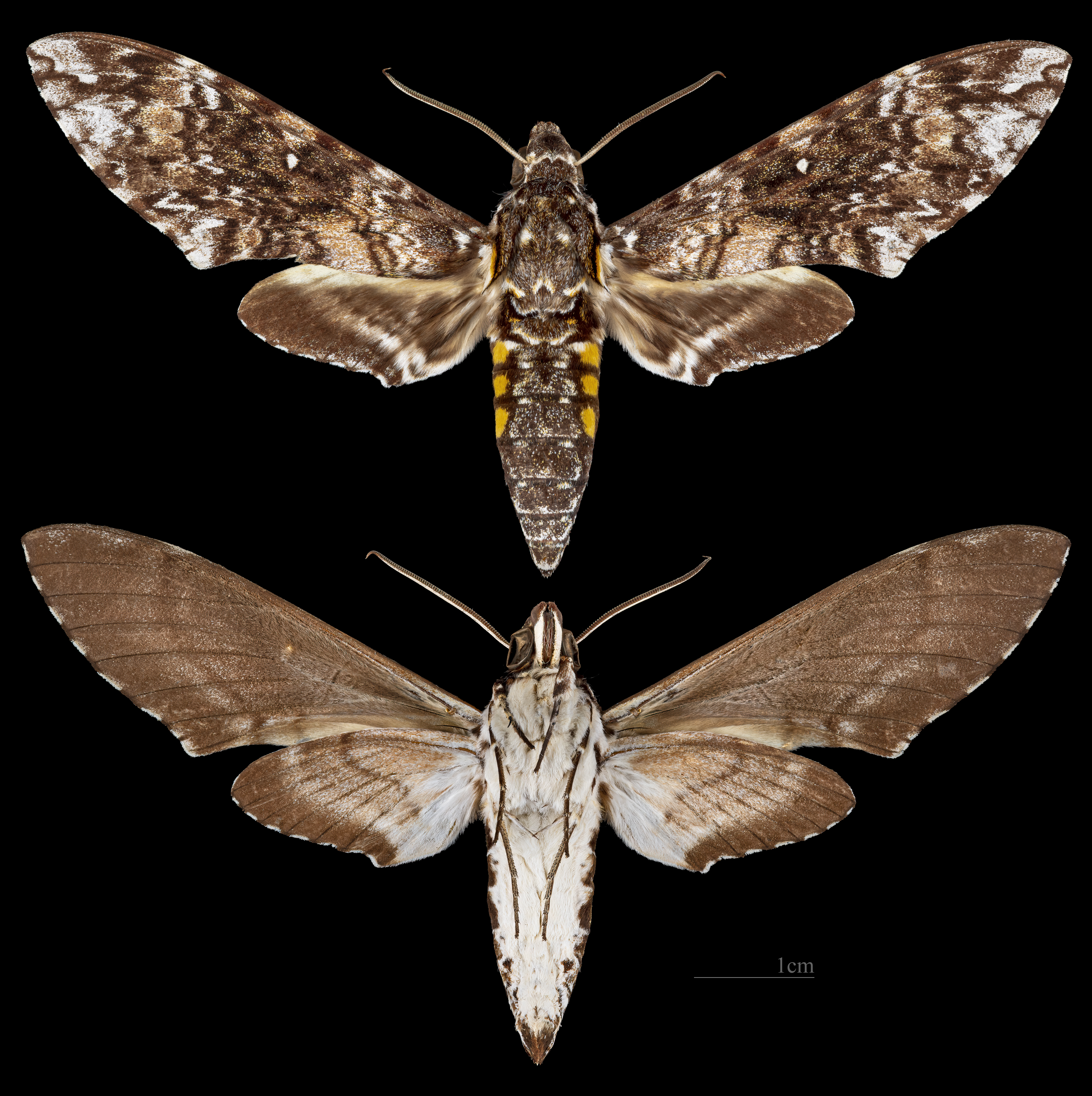
Manduca leucospila
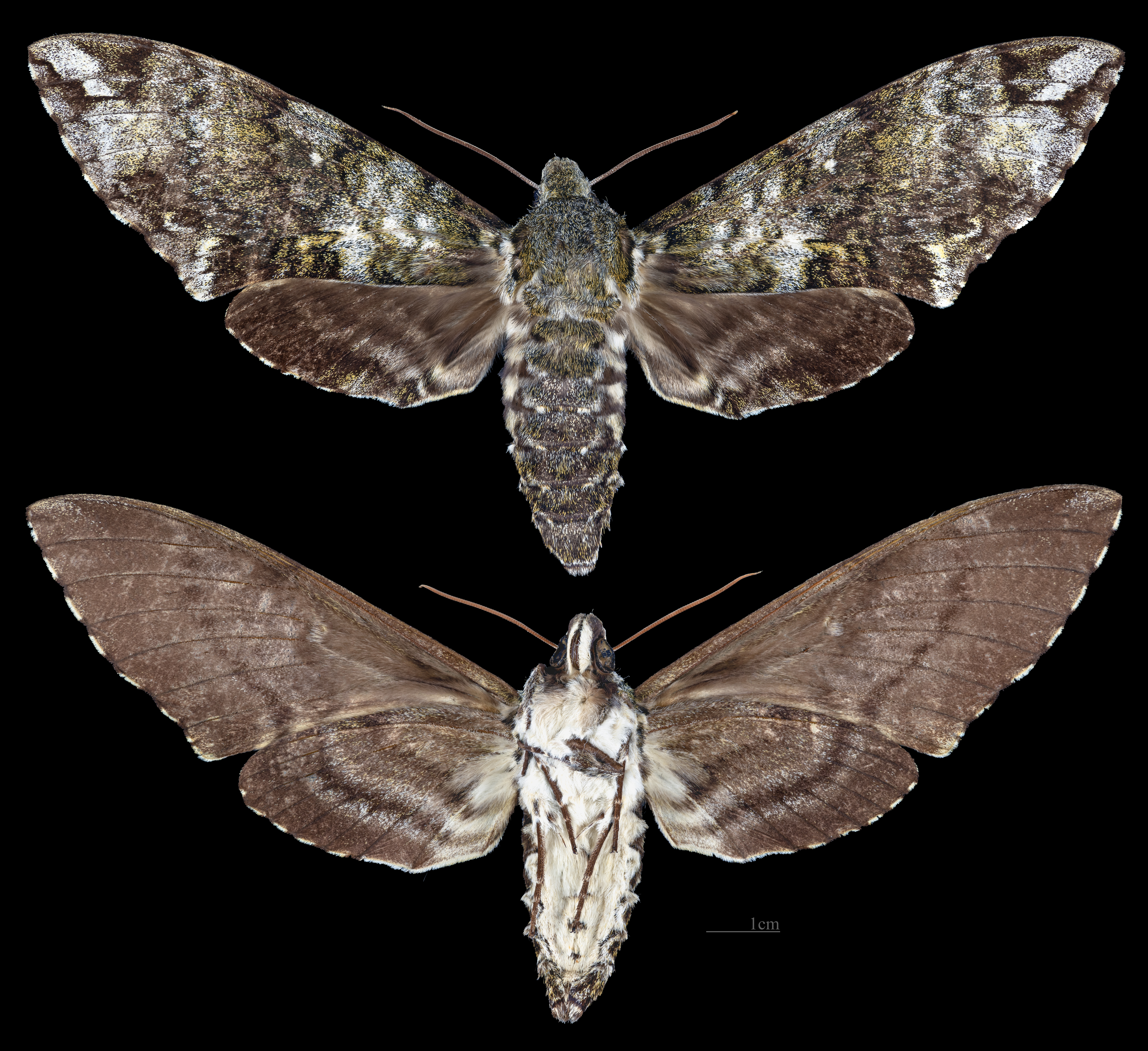
Manduca lichenea
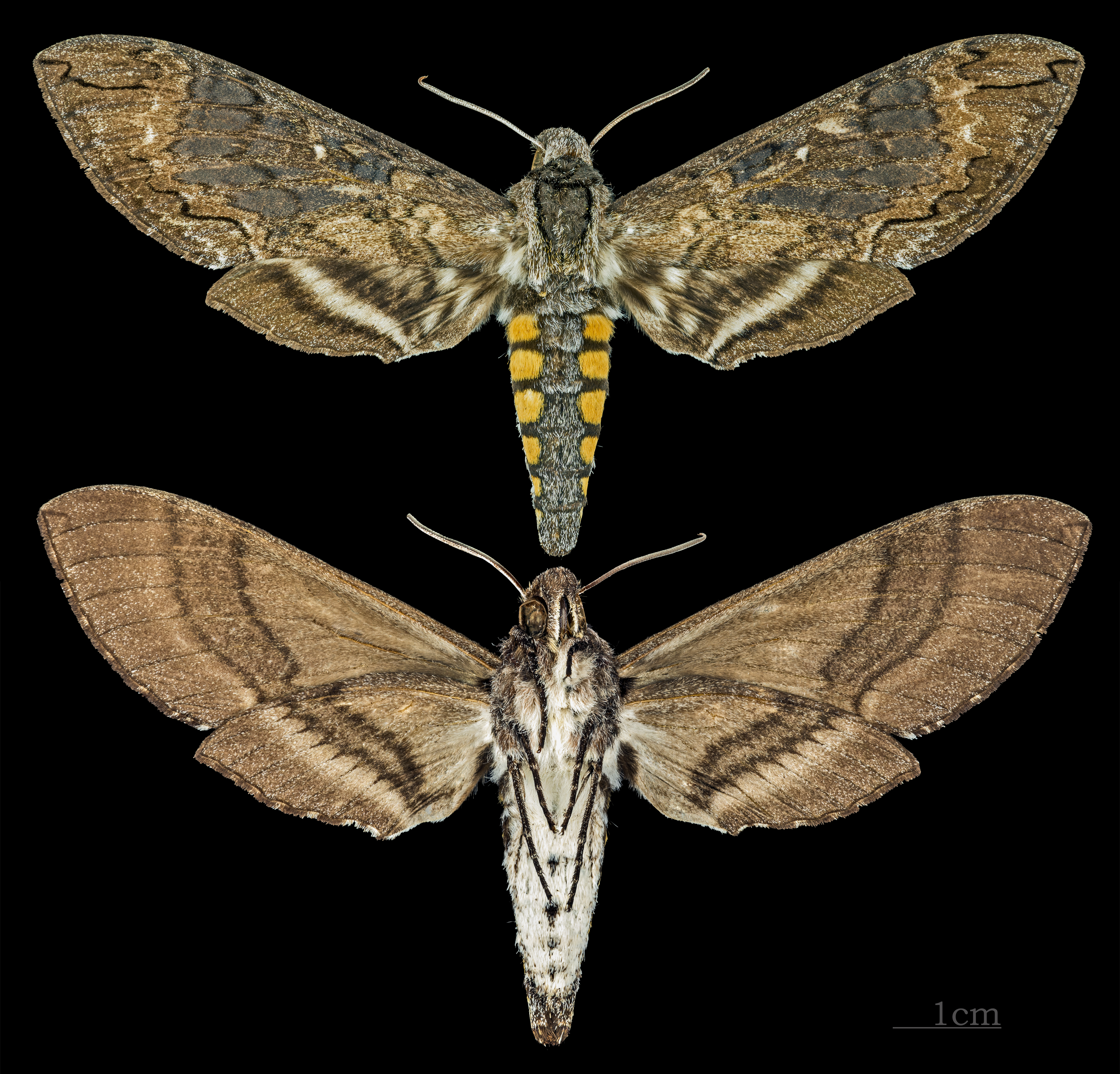
Manduca lucetius
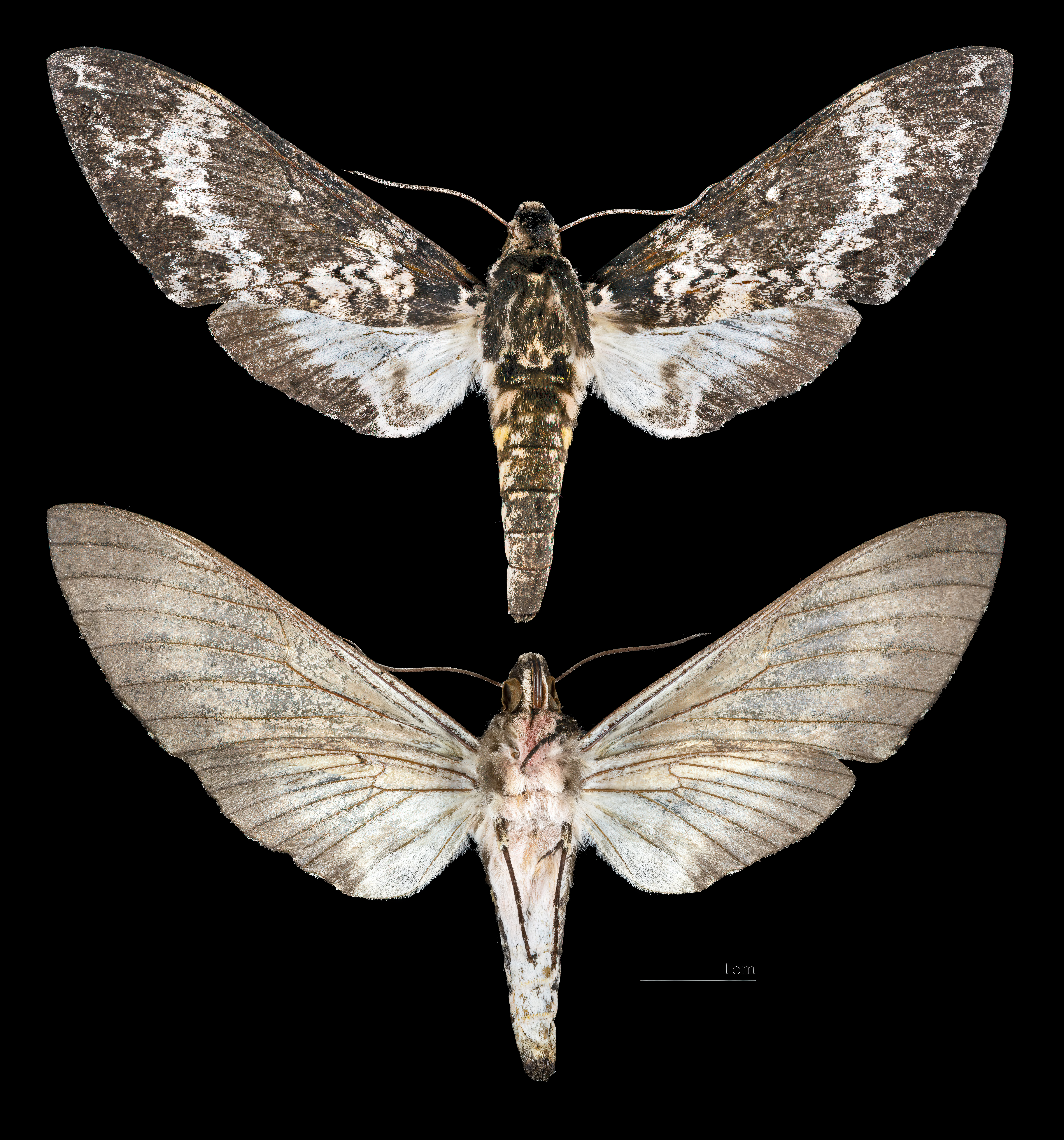
Manduca manducoides
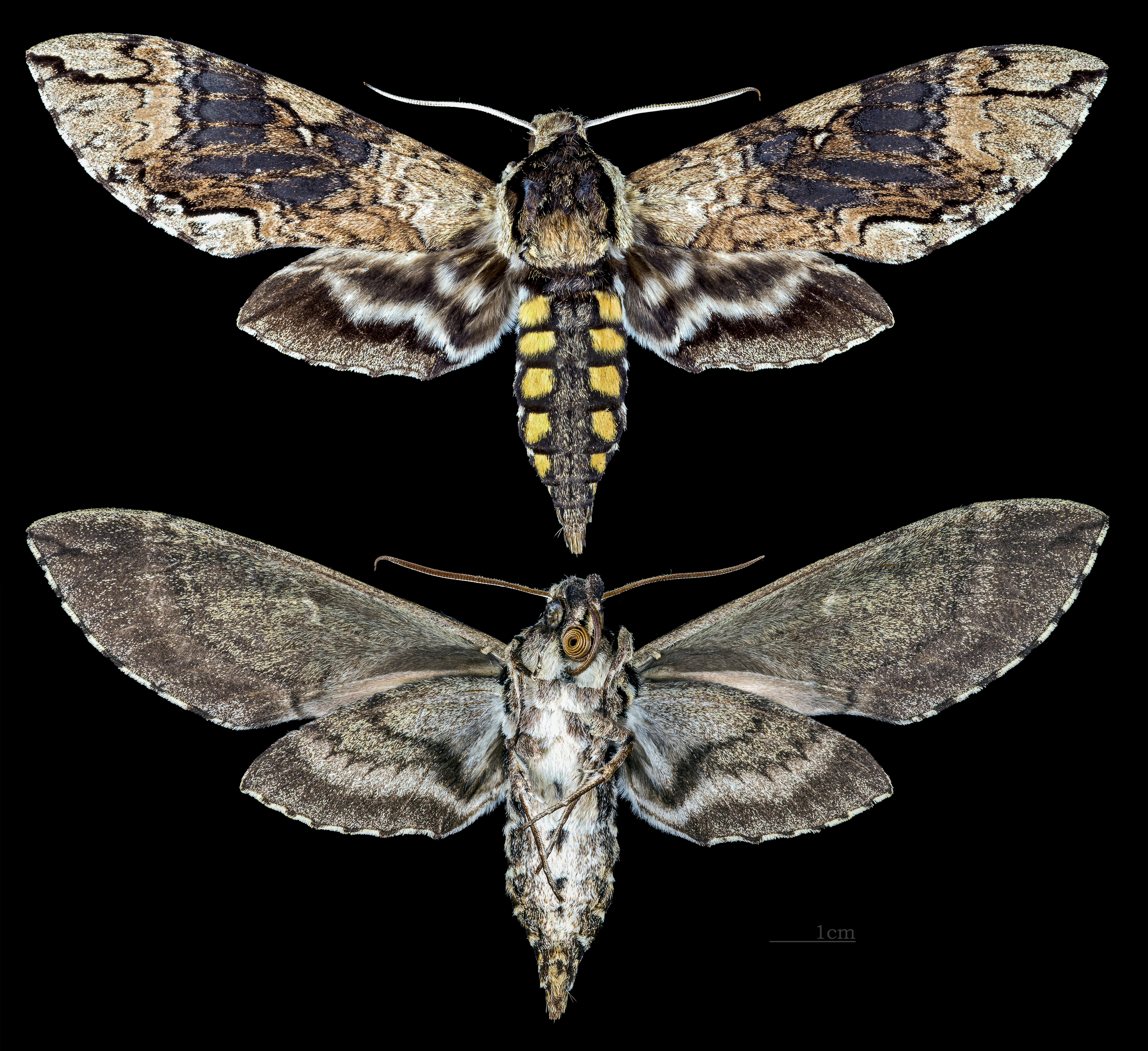
Manduca morelia
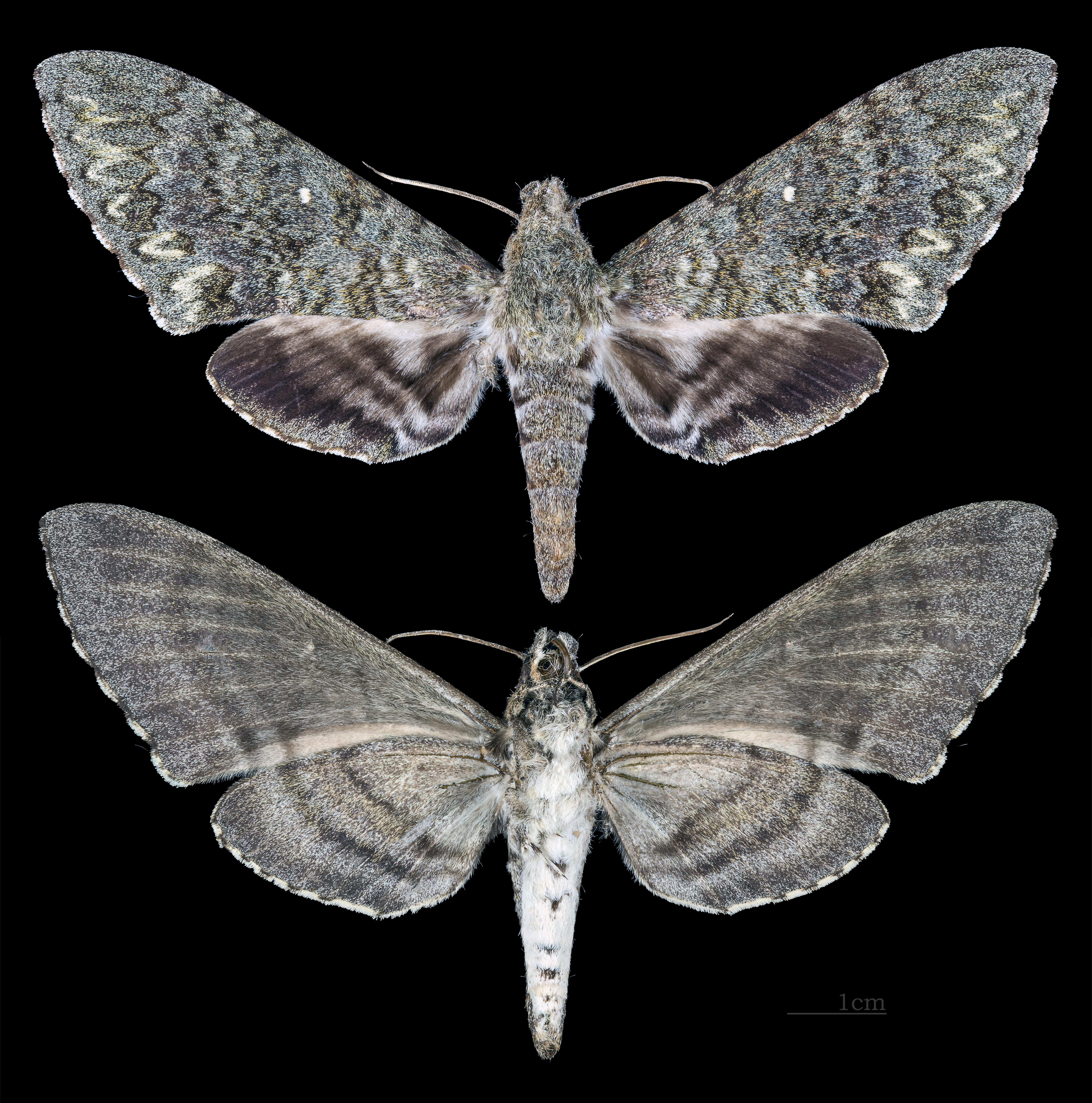
Manduca muscosa
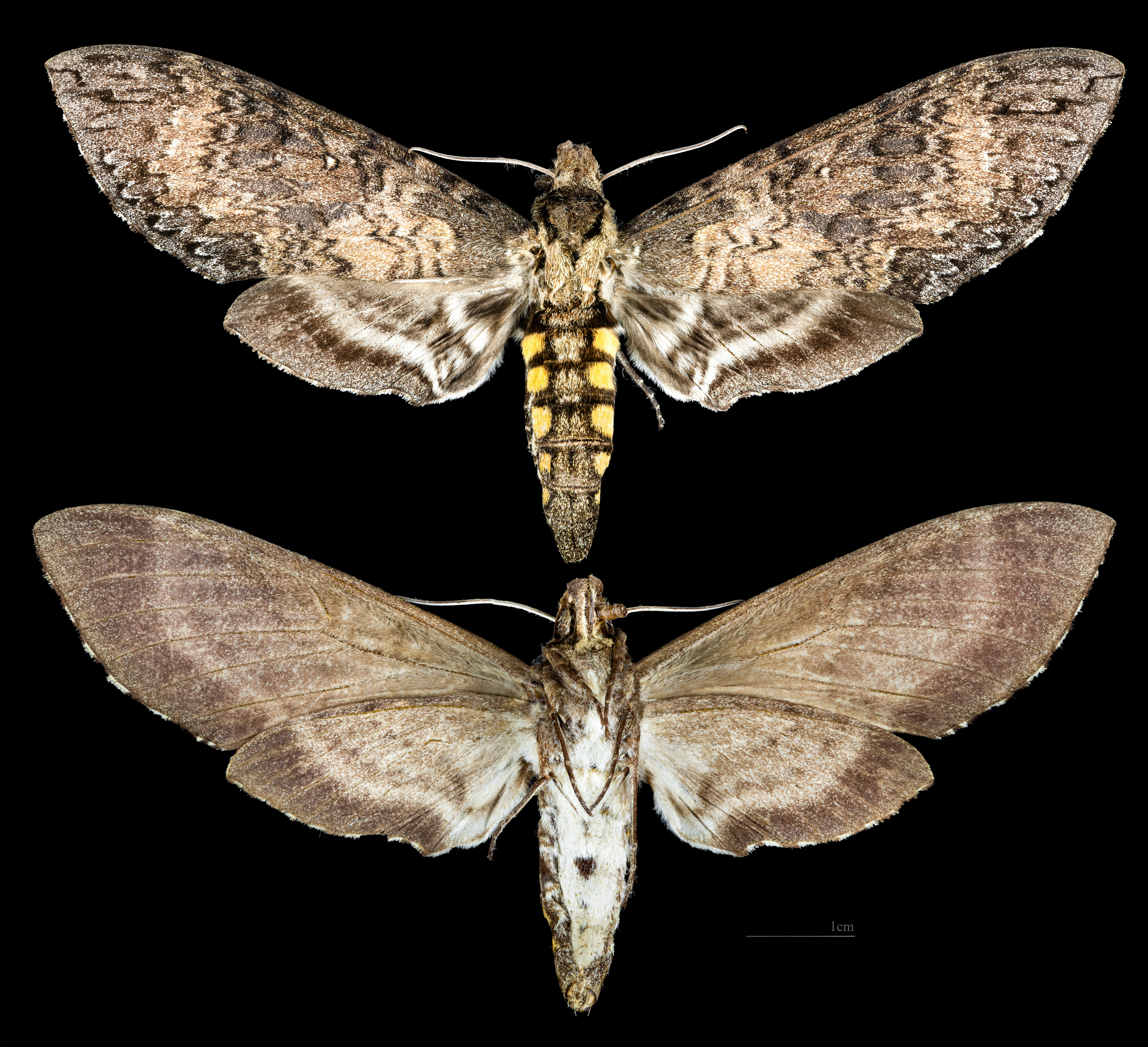
Manduca occulta
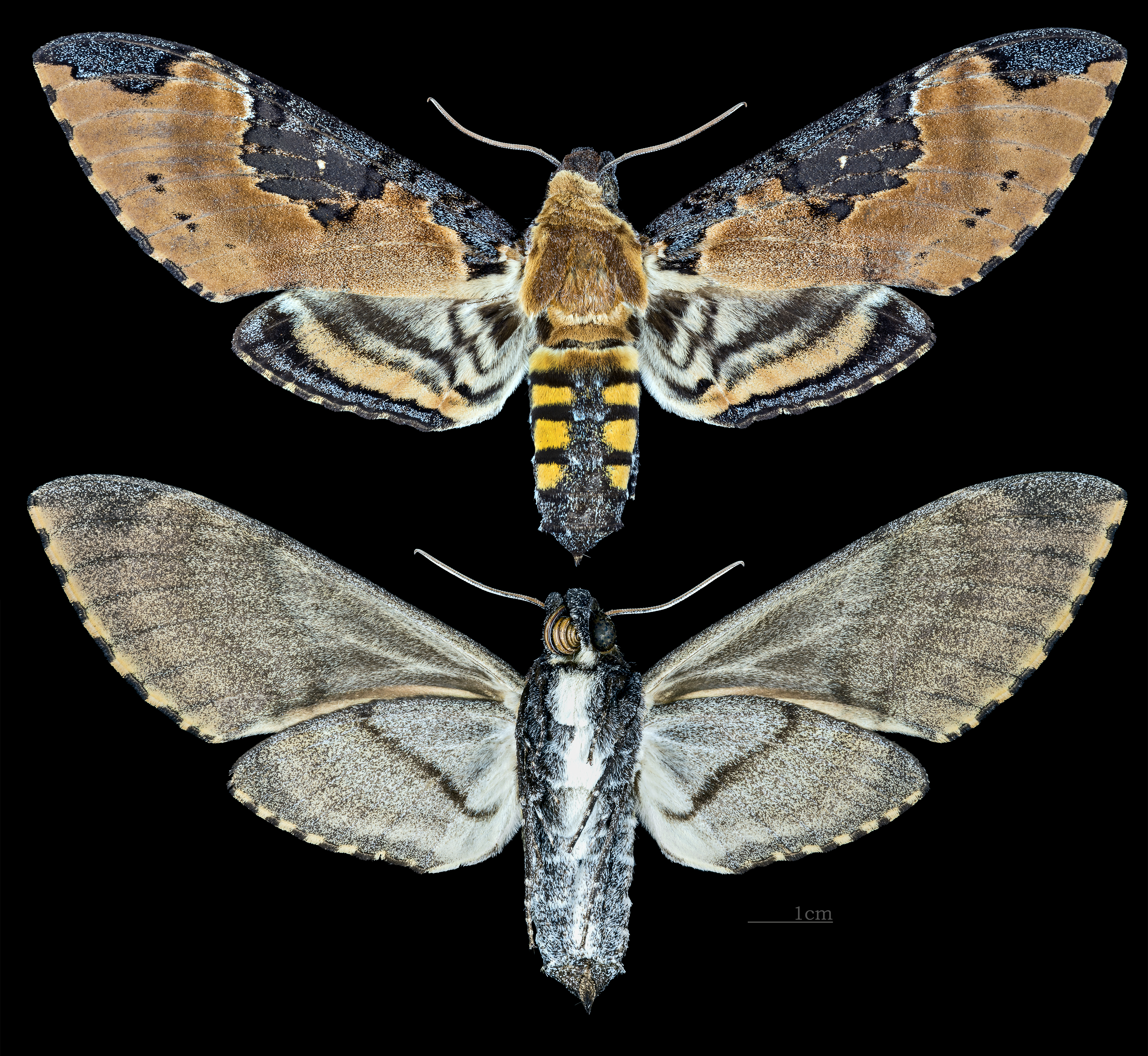
Manduca ochus
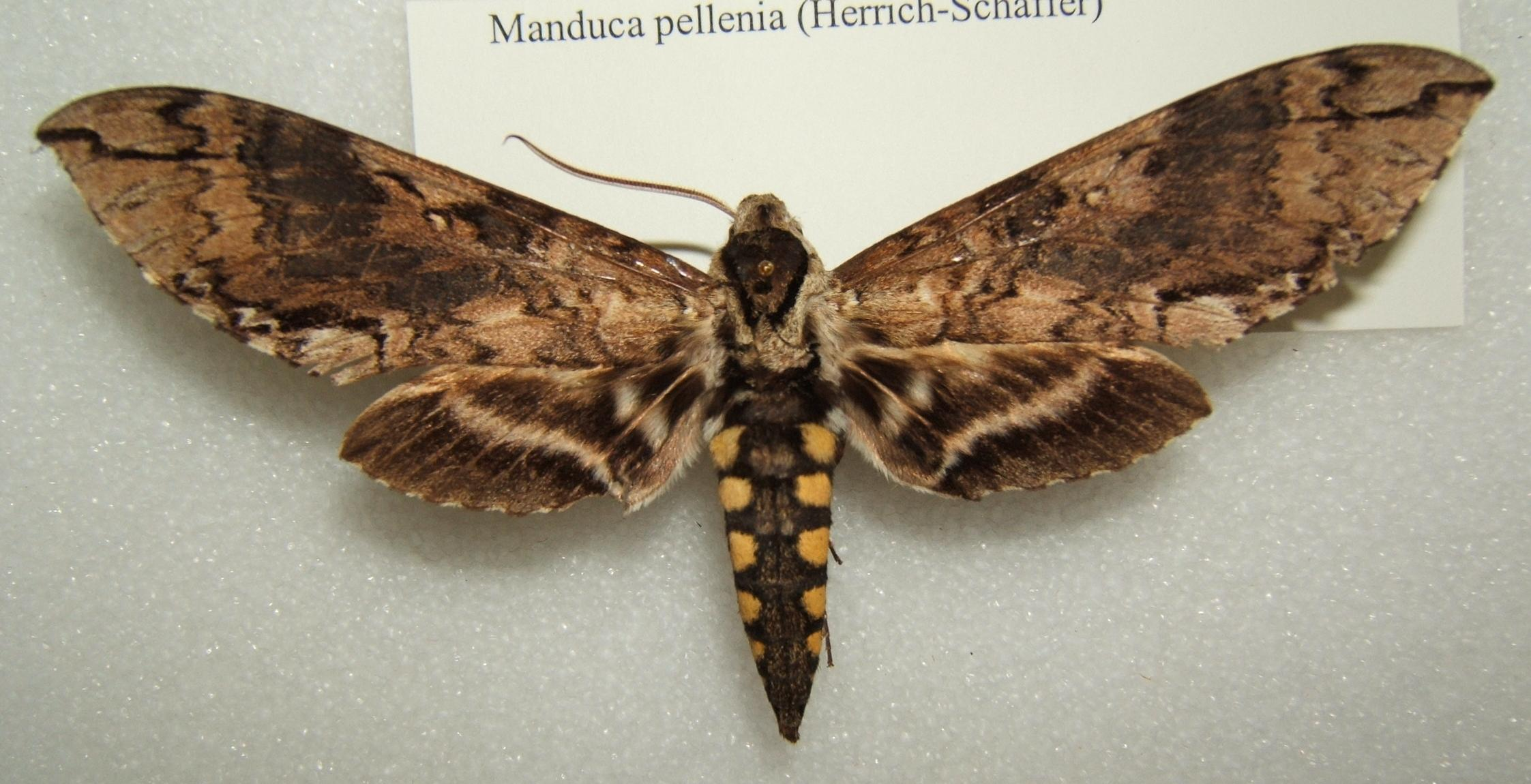
Manduca pellenia
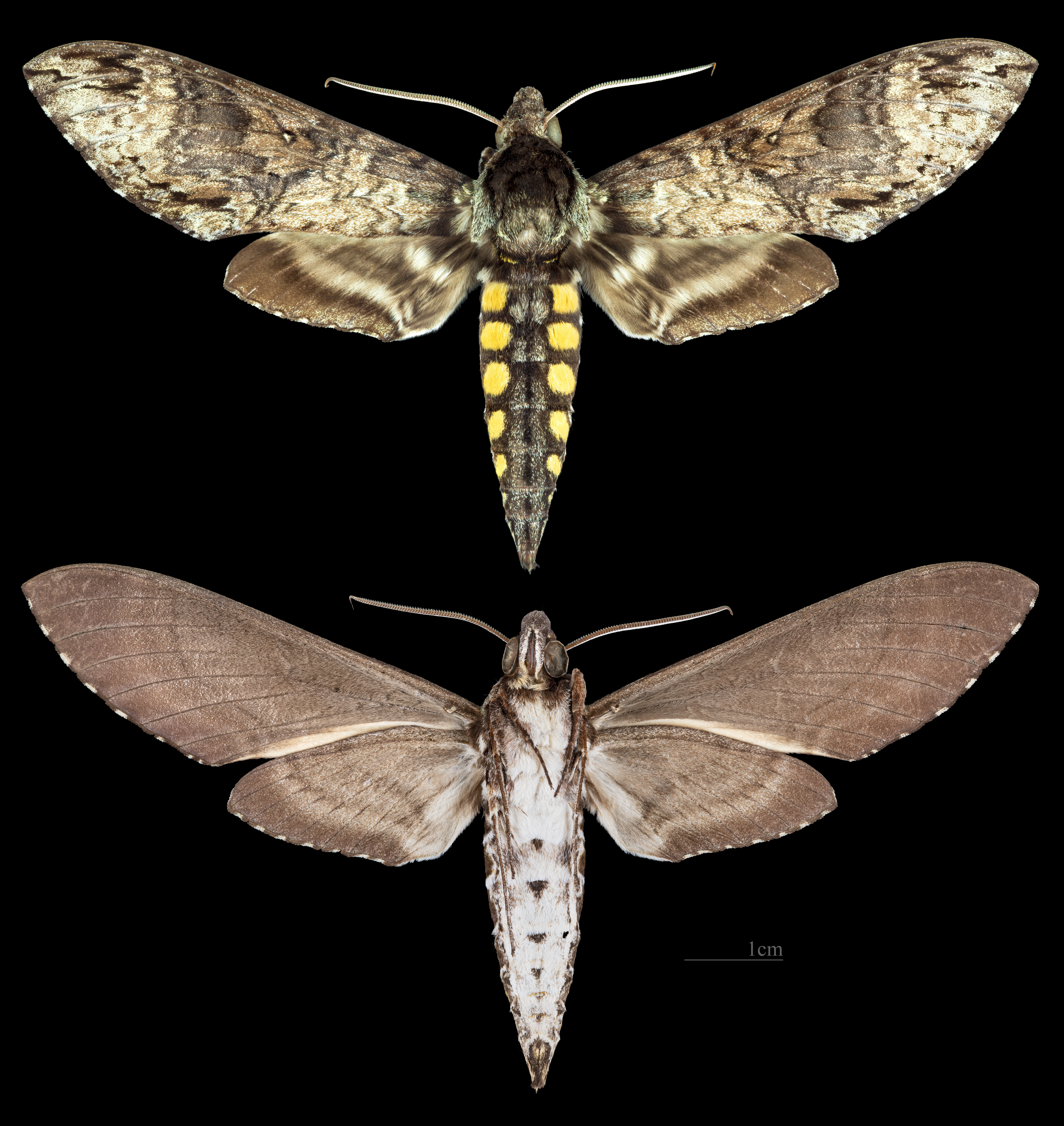
Manduca perplexa
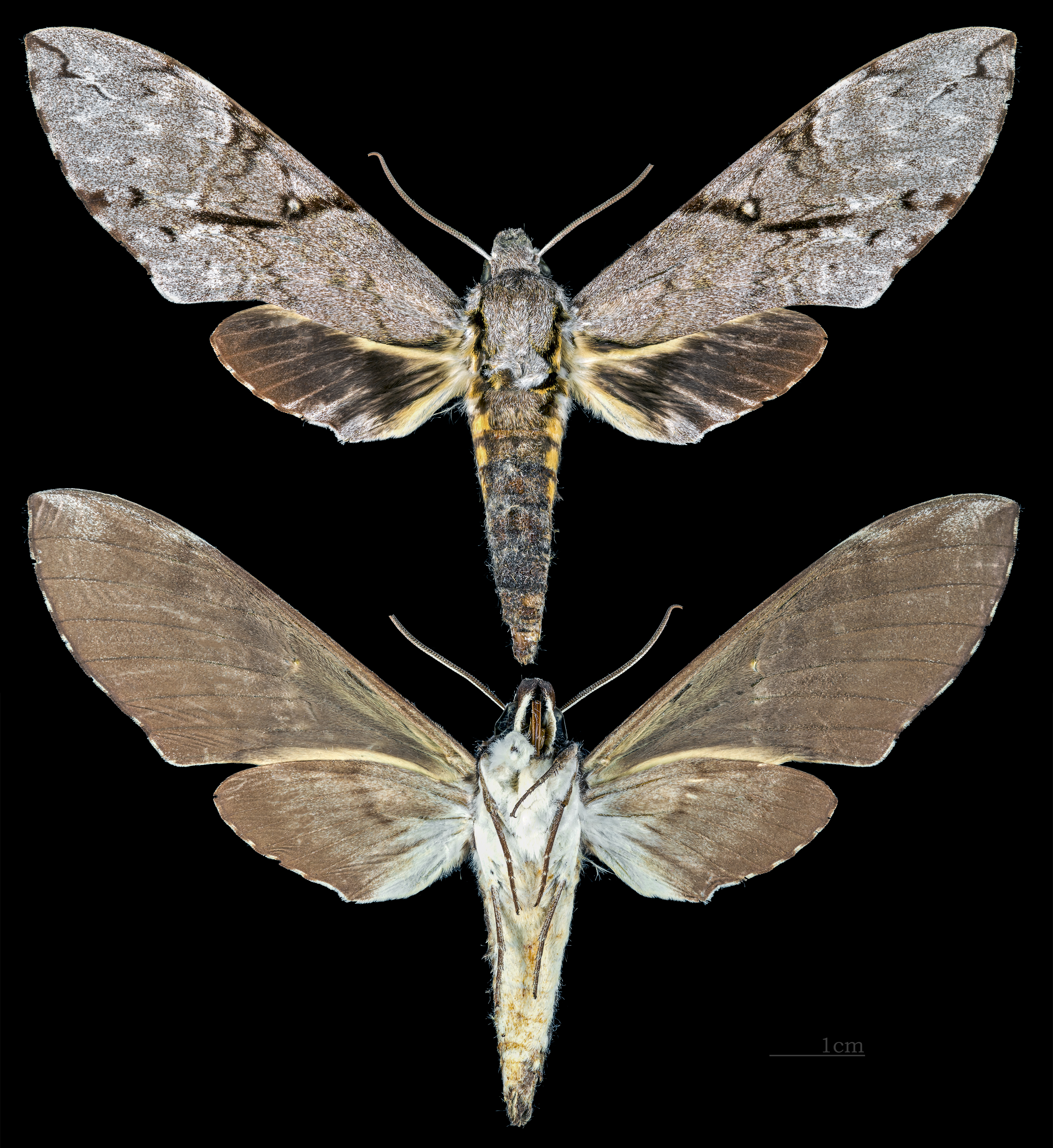
Manduca prestoni
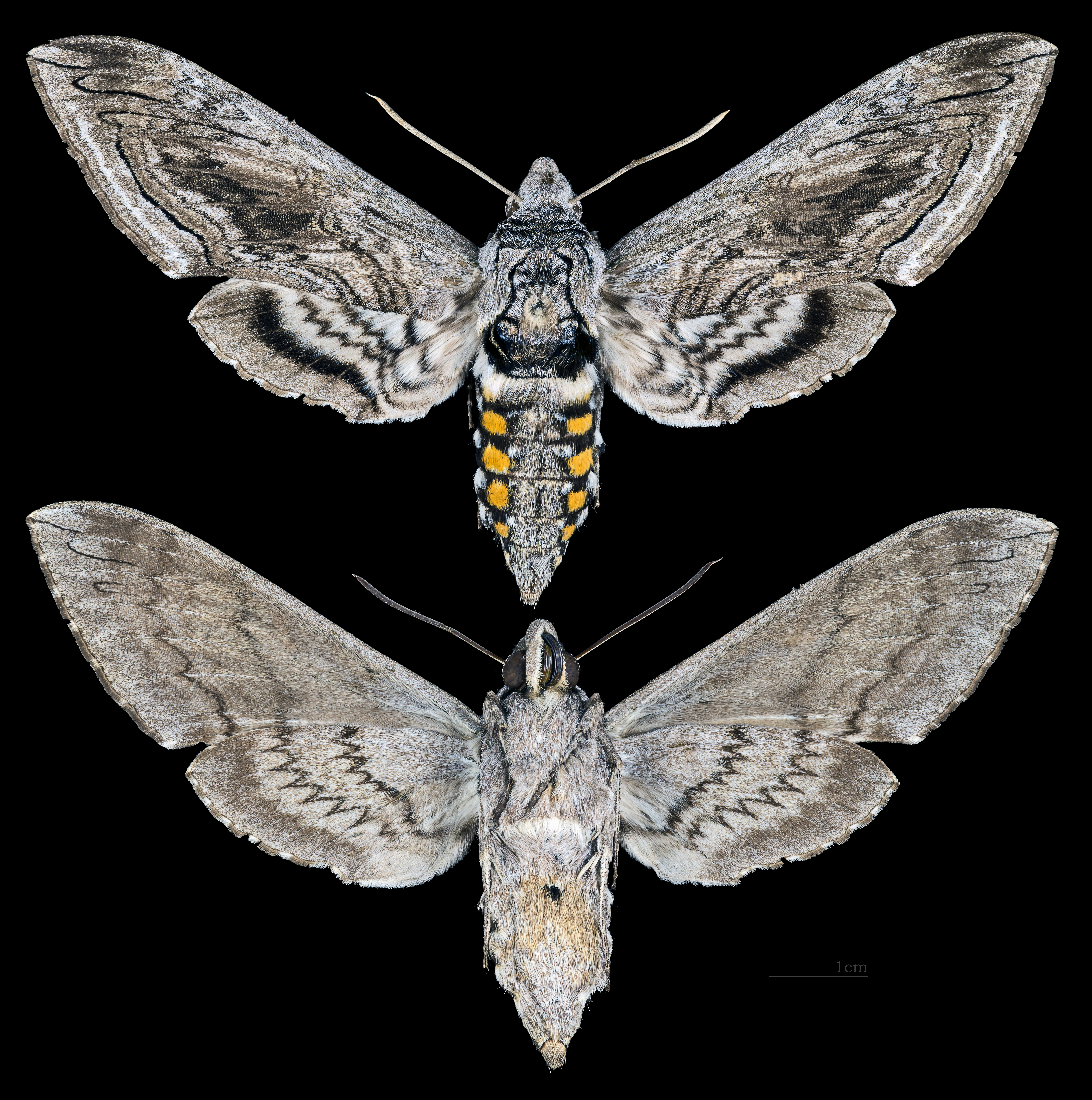
Manduca quinquemaculata
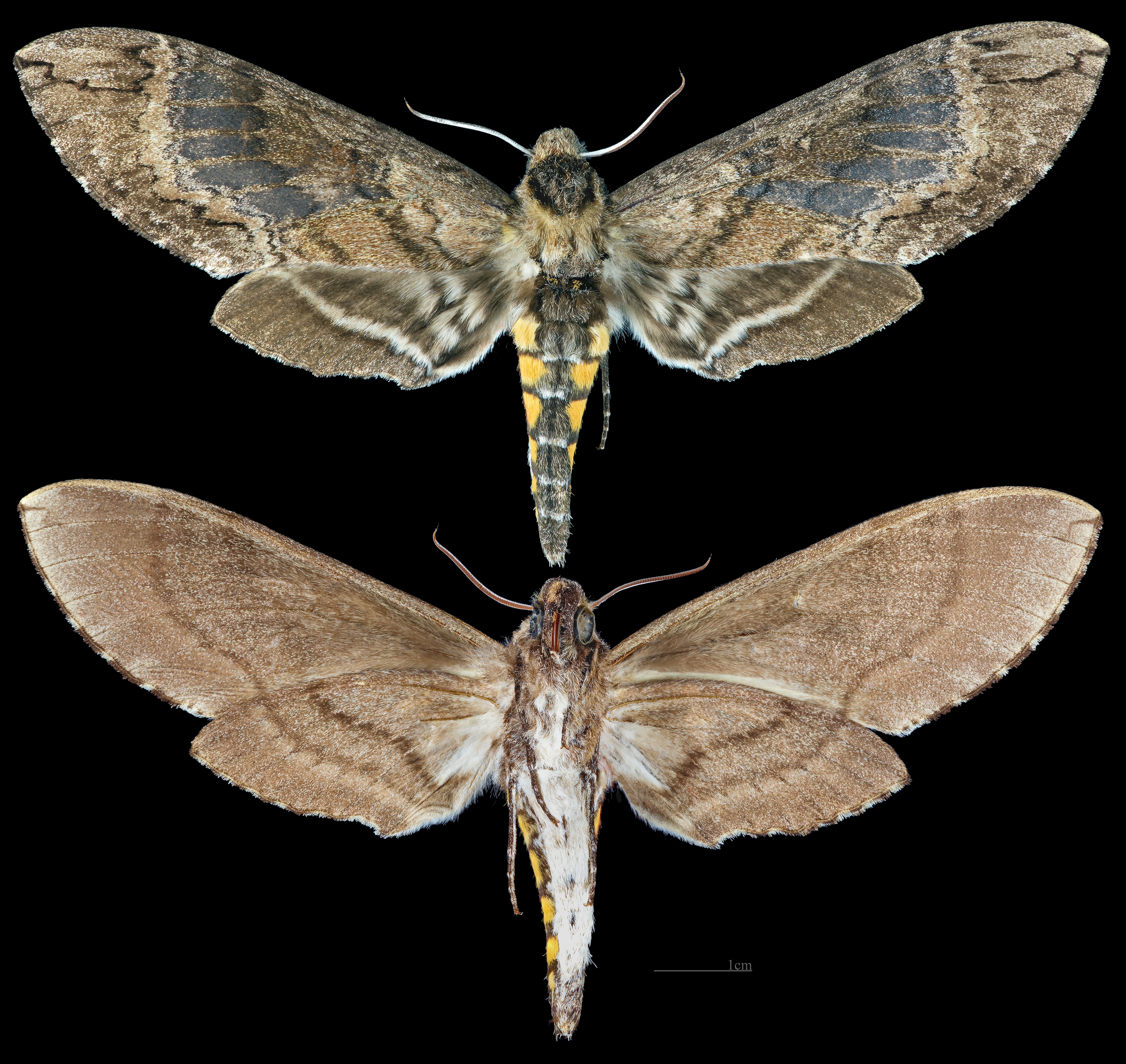
Manduca reducta
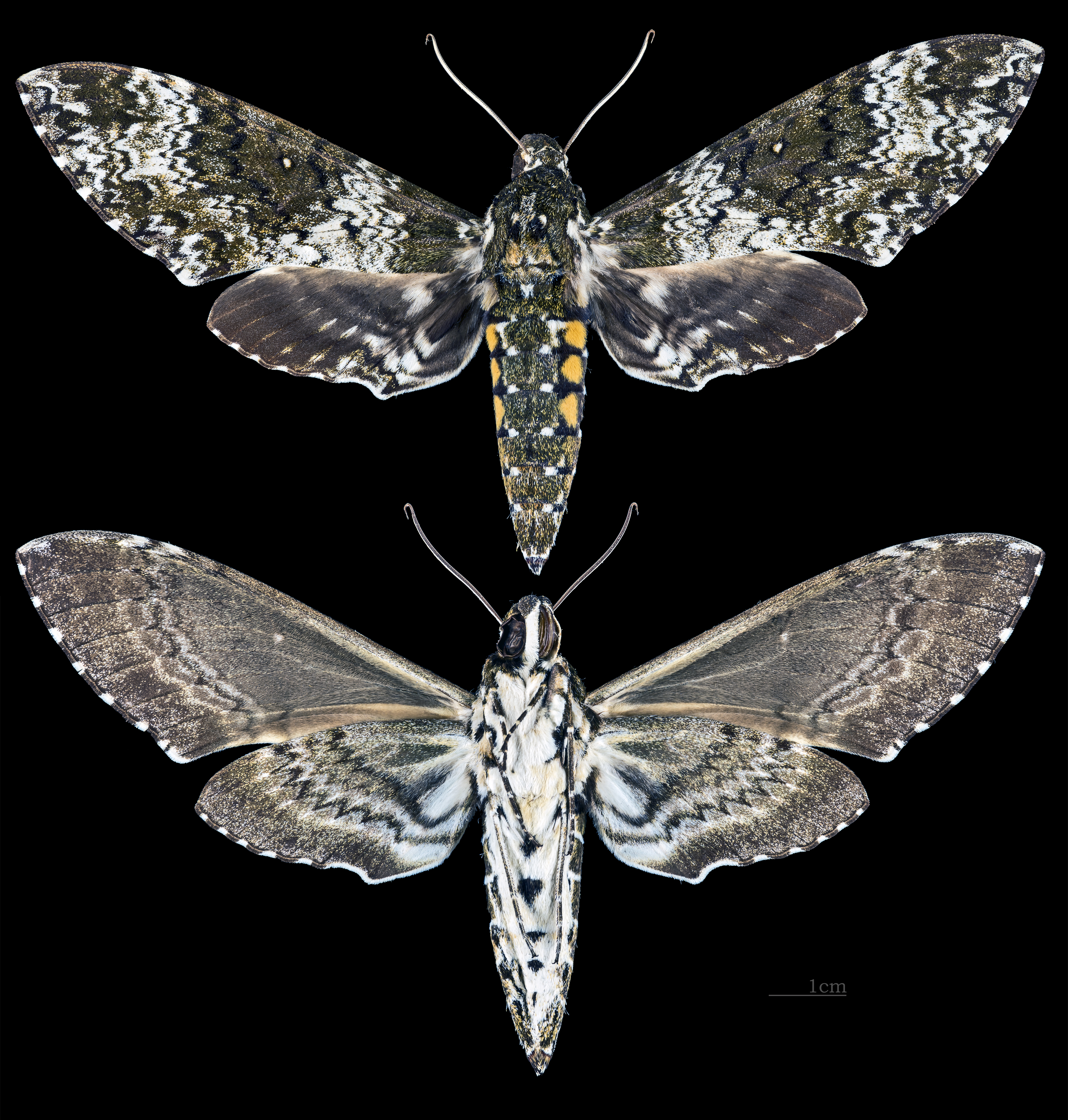
Manduca rustica
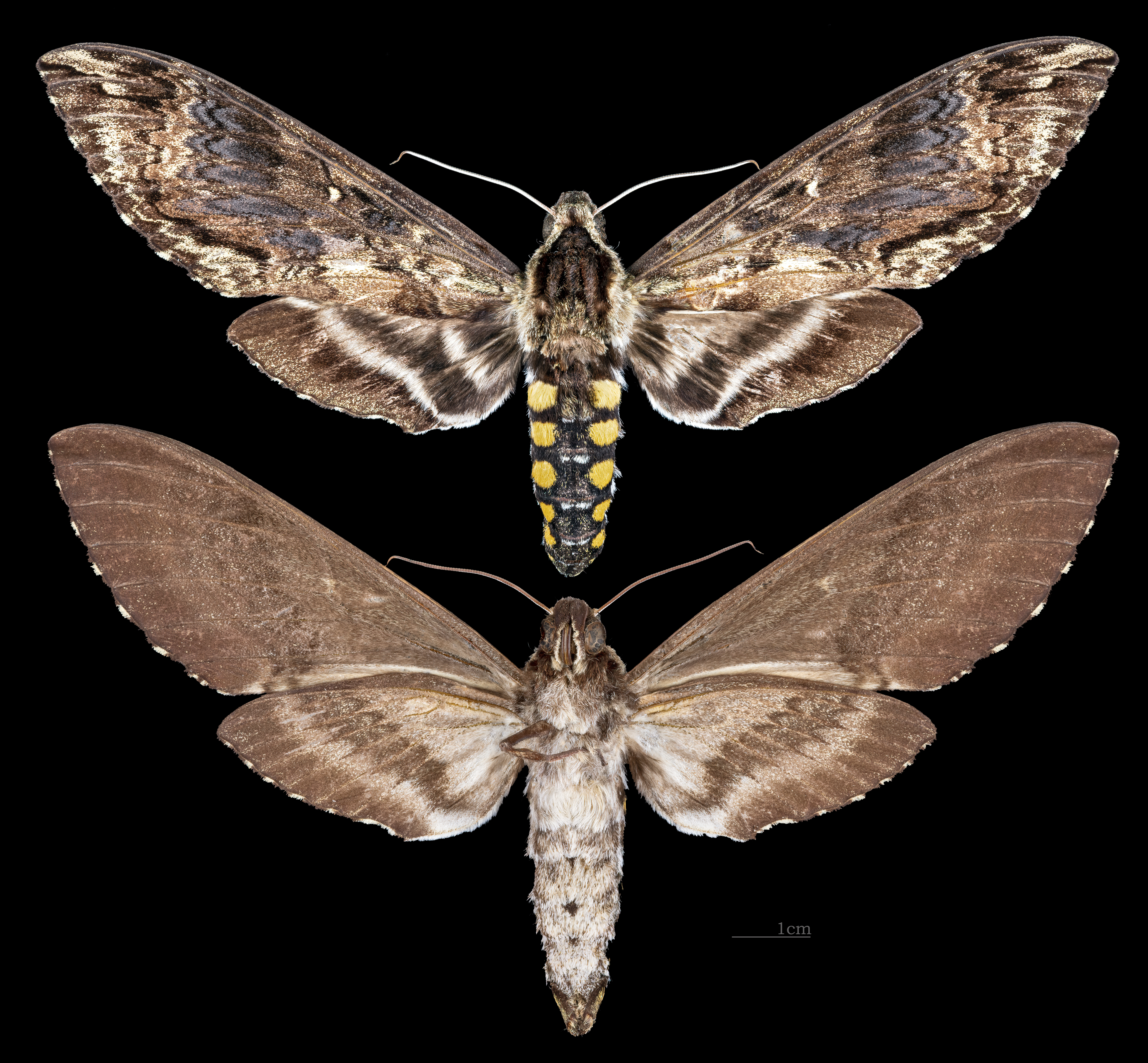
Manduca scutata
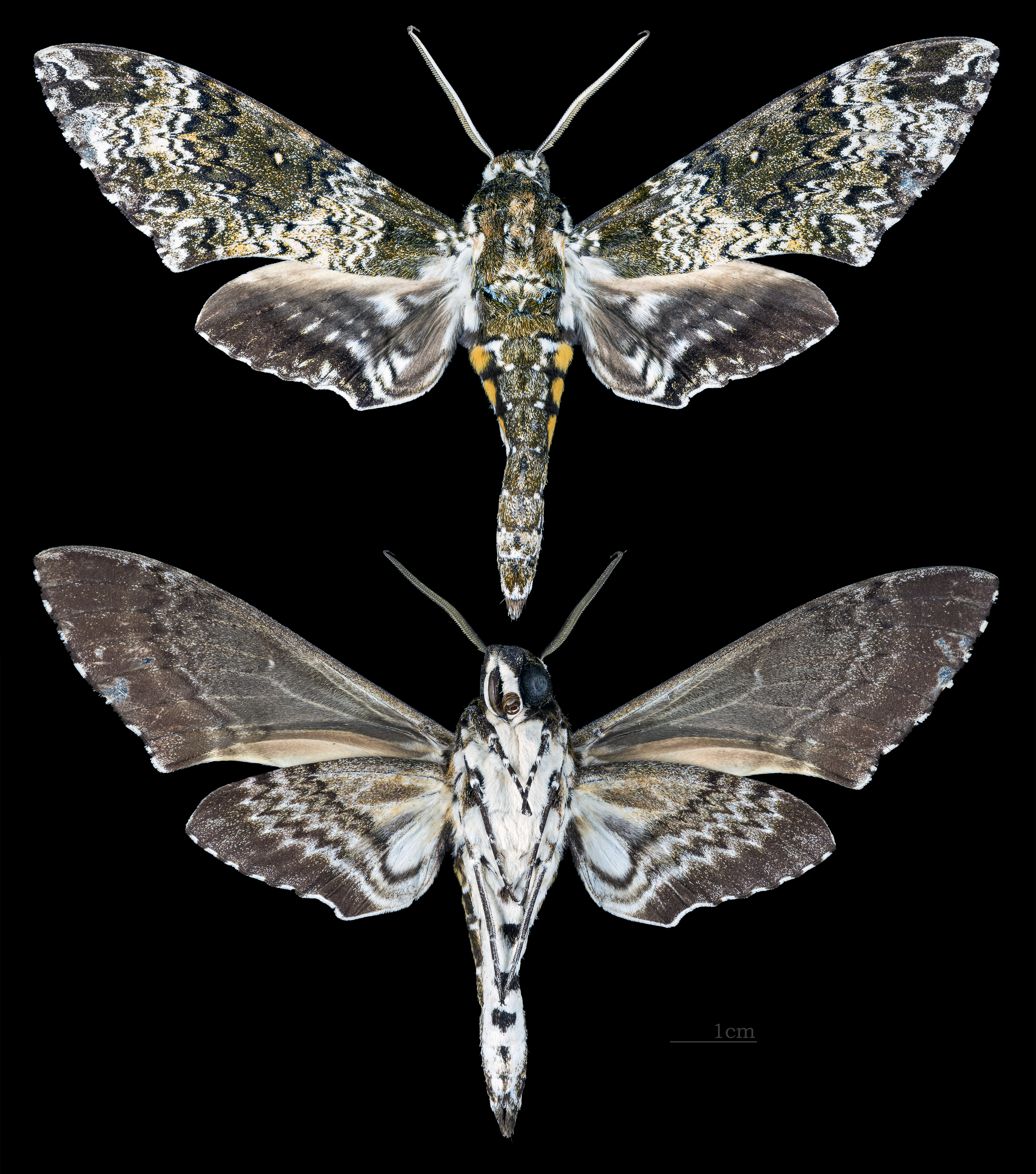
Manduca sesquiplex
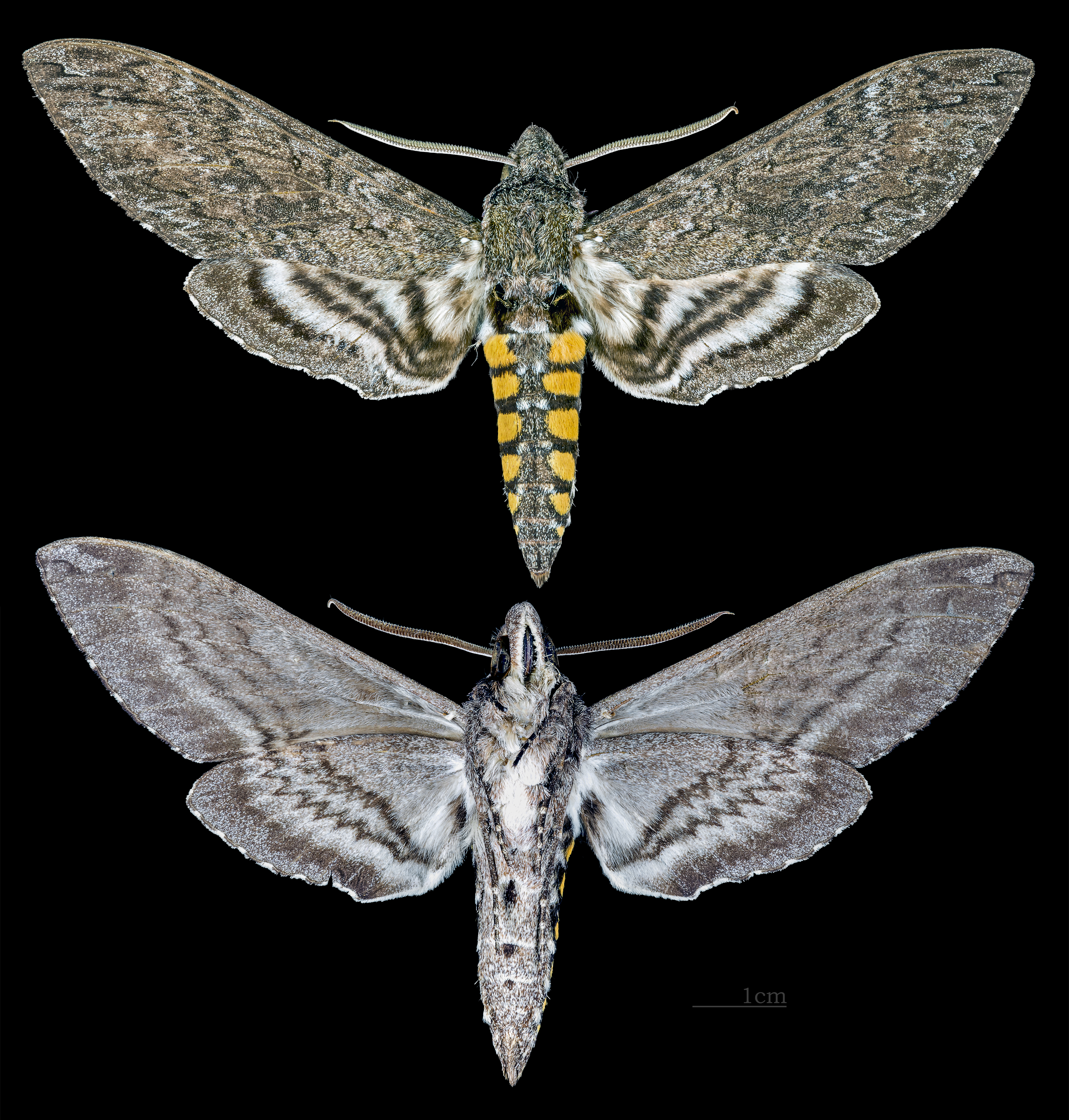
Manduca sexta
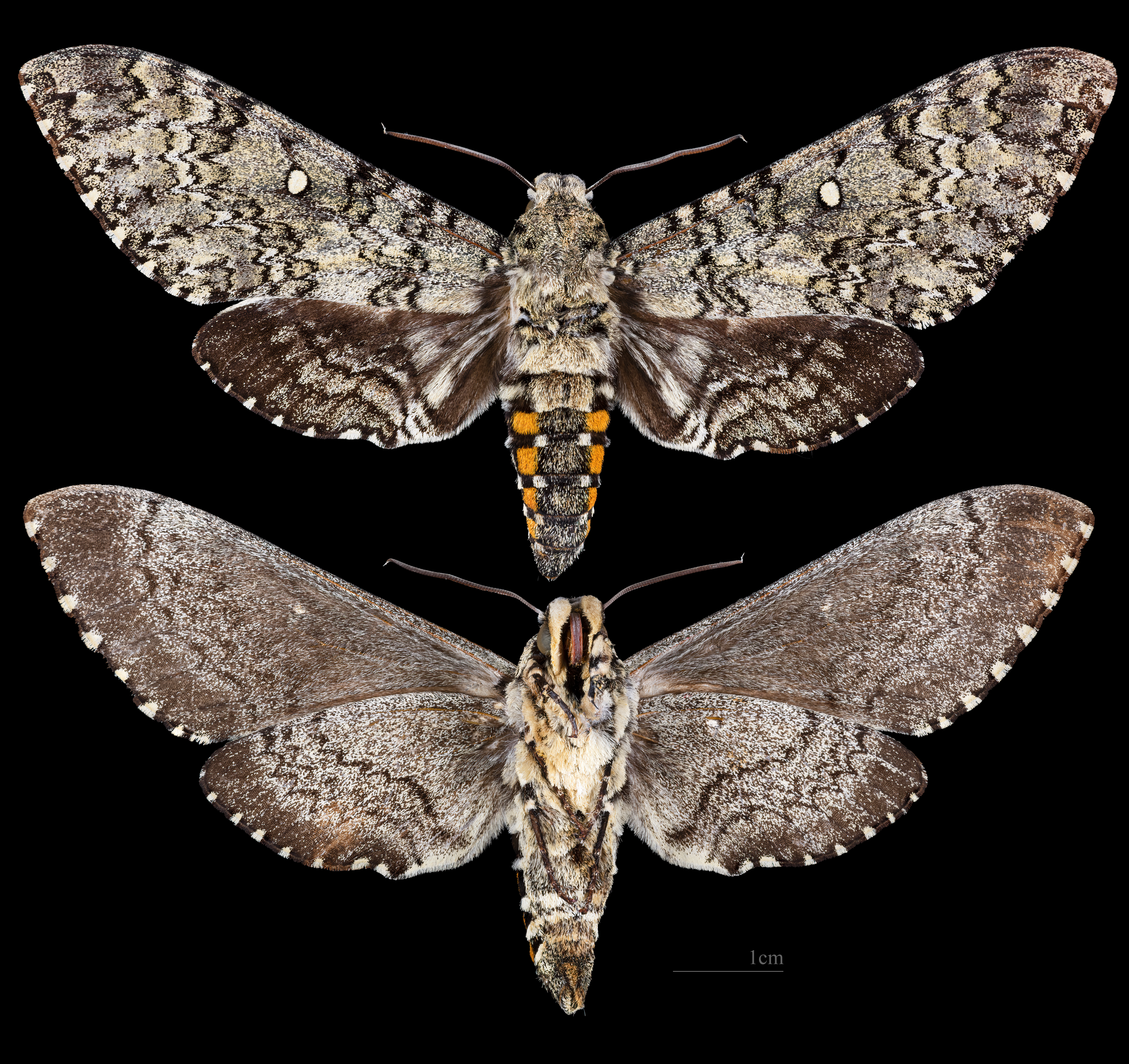
Manduca stuarti
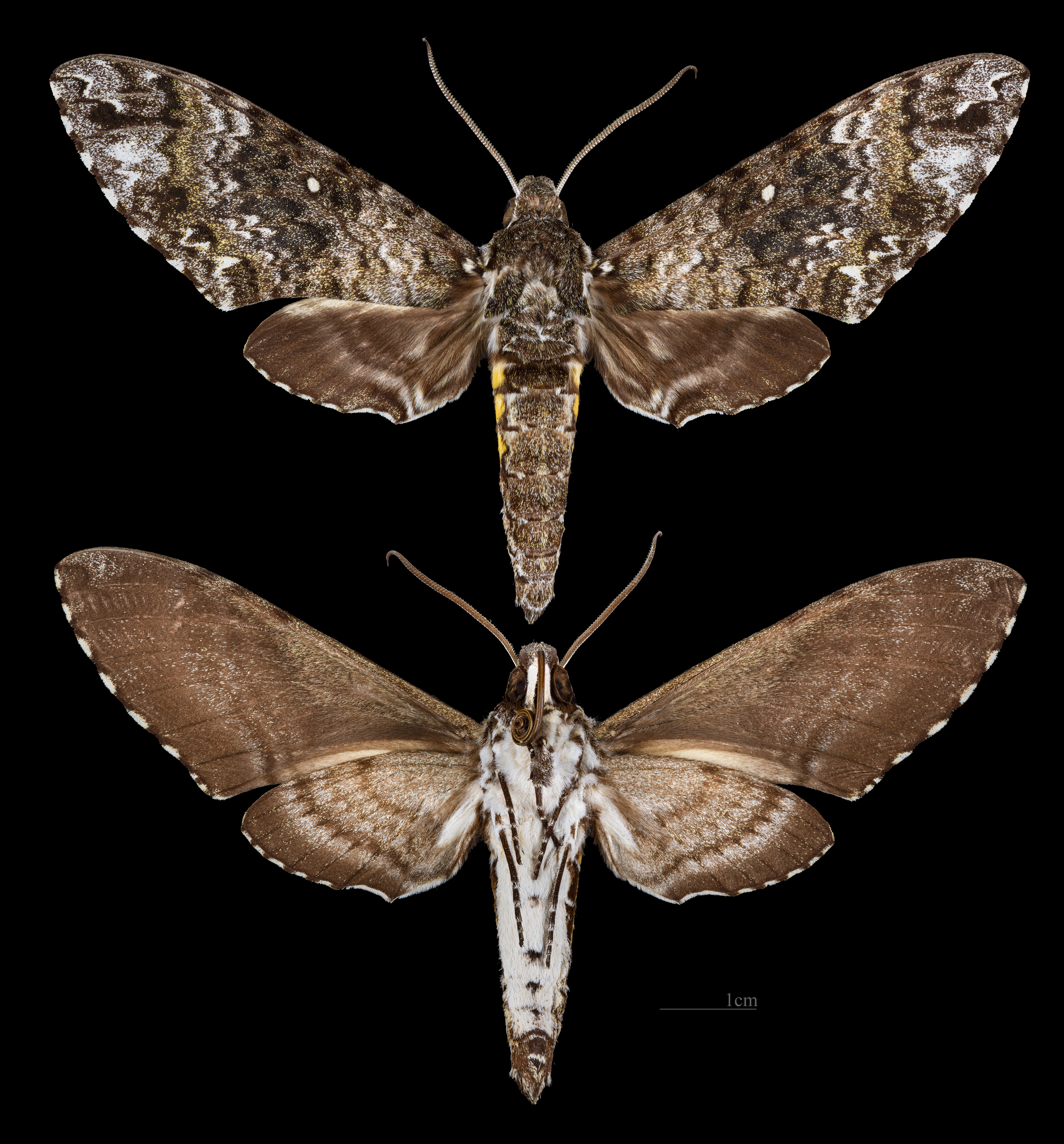
Manduca trimacula
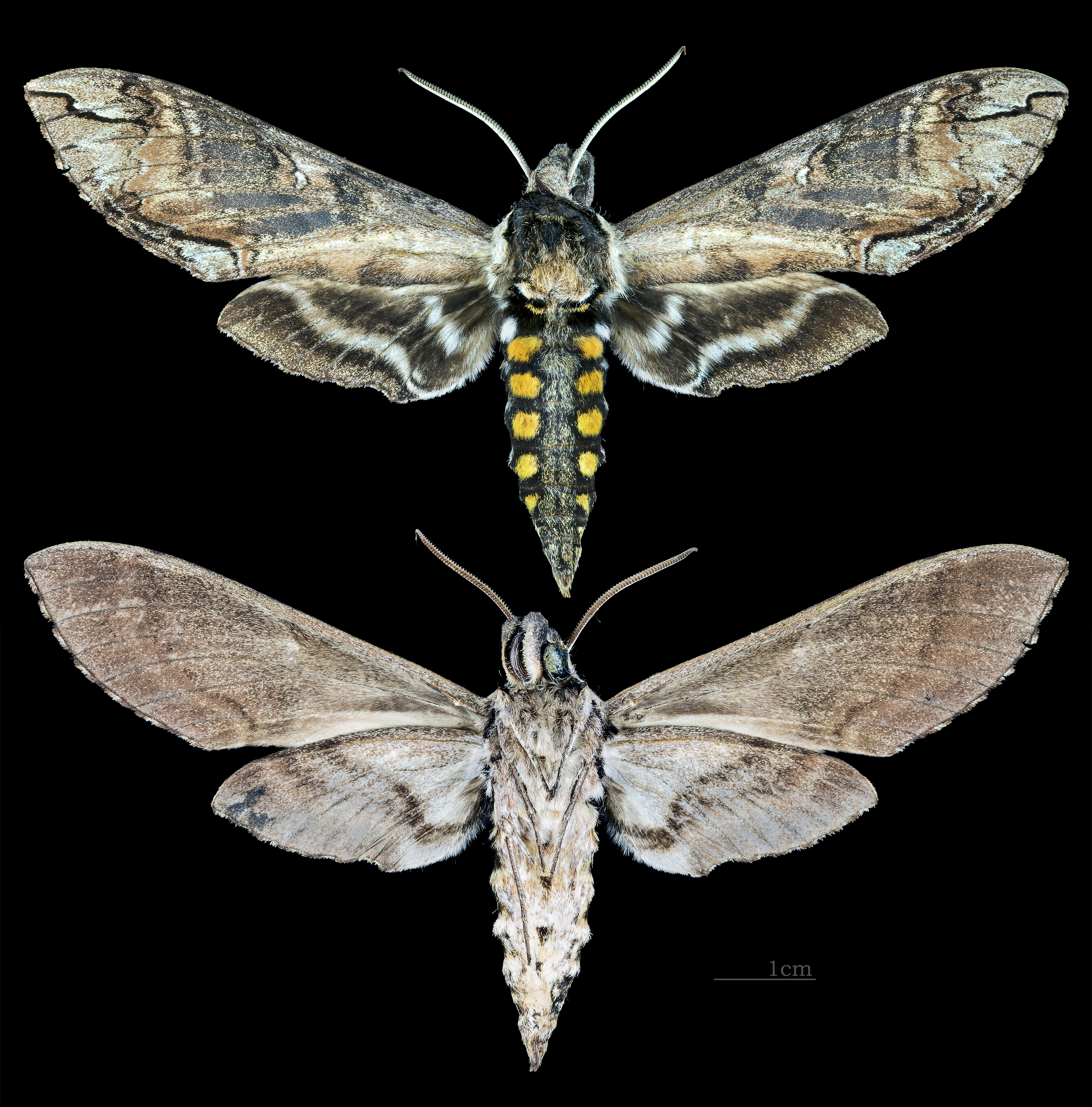
Manduca tucumana
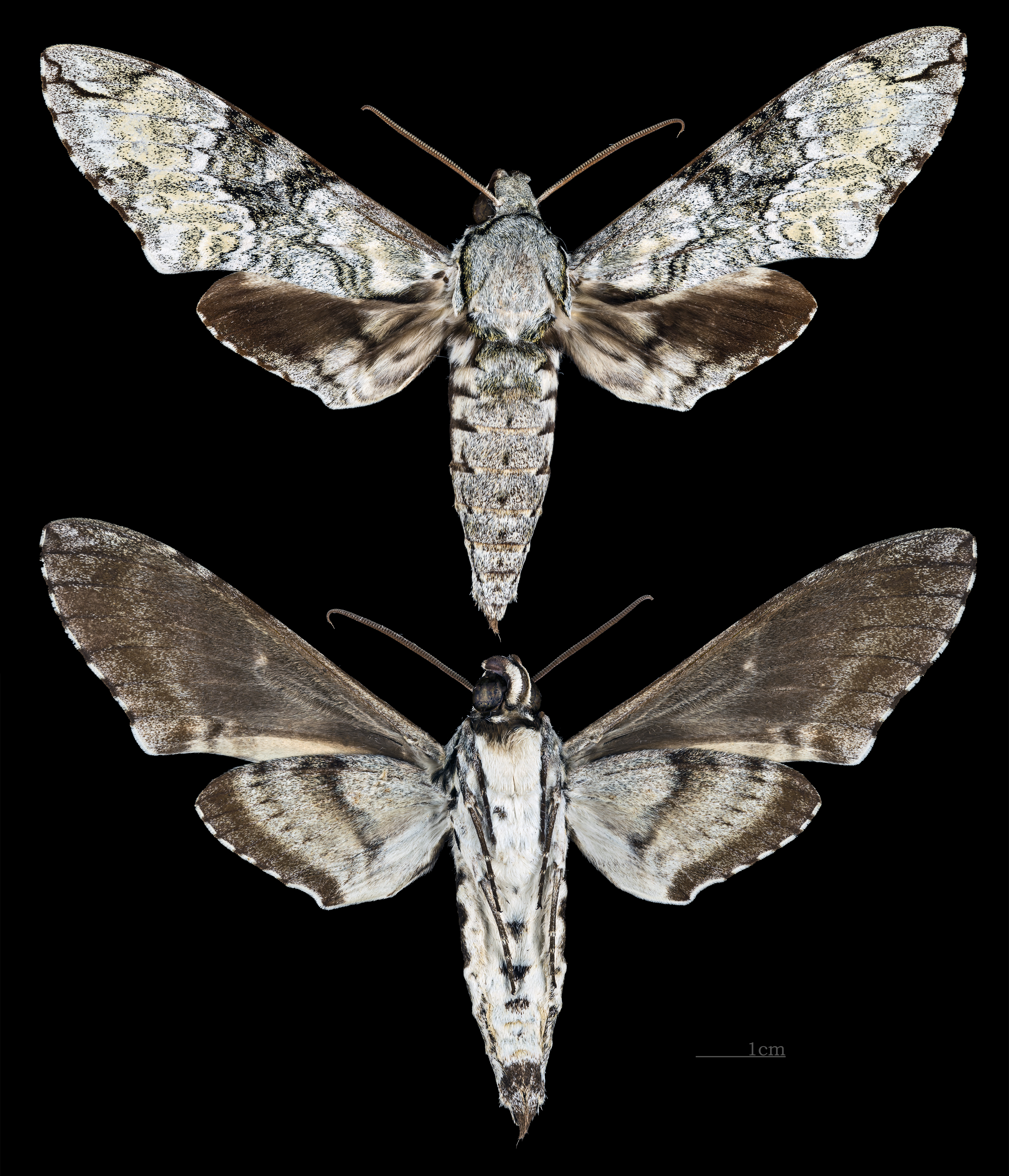
Manduca vestalis
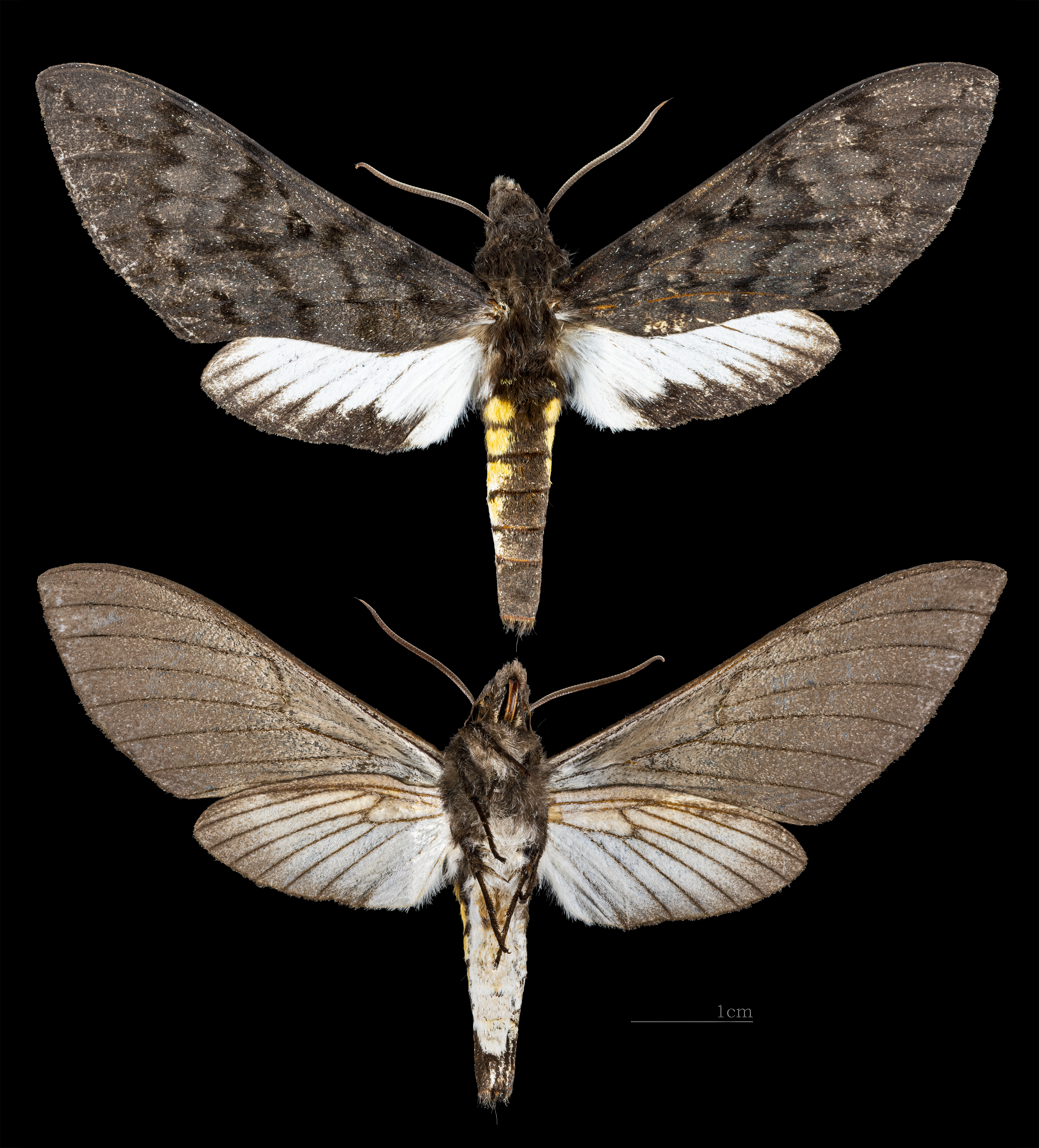
Manduca violaalba
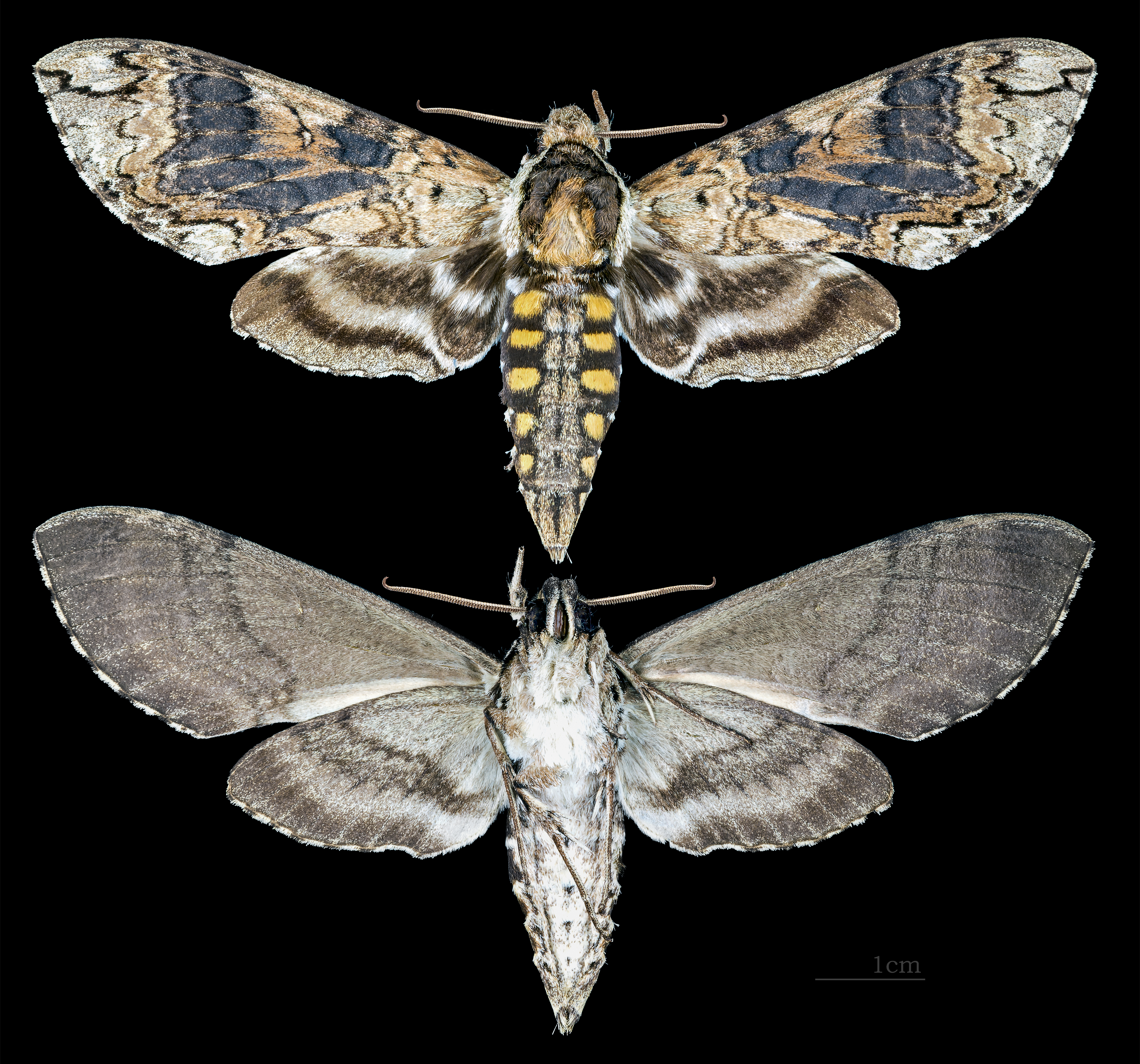
Manduca wellingi